# Santiago
Pour les articles homonymes, voir Santiago (homonymie).
Cet article concerne l'agglomération de Santiago, au Chili. Pour la commune située en son centre, voir Santiago (commune).
Santiago, ou Santiago du Chili (/sɑ̃.tja.ɡo.dy.ʃi.li/ ; en espagnol : Santiago de Chile /sanˈtjaɣo ðe ˈtʃile/ ), est la capitale du Chili, un pays d'Amérique latine. Elle est située dans la Vallée Centrale. Ses habitants s’appellent les Santiagois (Santiaguinos en espagnol).
D’après le recensement de l'Instituto Nacional de Estadísticas, l'agglomération de Santiago comptait en 2009 plus de 5,1 millions d'habitants. La région Métropolitaine de Santiago s’est largement développée au cours du XXe siècle, rassemblant plus de 7 millions d'habitants en 2009.
Fondée en 1541, Santiago est la capitale chilienne depuis l'époque coloniale. La ville se vante d'un centre-ville à l'architecture néoclassique et aux rues sinueuses, parsemées notamment de styles Art déco et néogothique. Le paysage urbain de Santiago est formé par des collines indépendantes et la ville est traversée par la rivière Mapocho, jalonnée par d'élégants parcs tels le Parque Forestal. L'imposante cordillère des Andes est visible depuis de nombreux endroits de la ville. L'activité urbaine a causé le développement de nuages de pollution, particulièrement durant les mois d'hiver. La ville est entourée par des vignobles et Santiago reste à quelques heures des montagnes et de l'océan Pacifique.
La croissance économique régulière de Santiago depuis quelques décennies a transformé la ville en une métropole moderne. Santiago accueille aujourd'hui un nombre croissant de théâtres, de restaurants et de centres commerciaux. L'expansion et le panorama urbain se développent, comprenant le plus grand bâtiment d'Amérique du Sud, la Gran Torre Santiago. La ville compte plusieurs grandes universités et développe des infrastructures de transports modernes telle qu'une autoroute en partie souterraine et le métro de Santiago, le système le plus étendu d'Amérique du Sud. Santiago est le centre culturel, politique et financier du Chili, le centre des sièges régionaux des entreprises multinationales, ainsi que du pouvoir exécutif et judiciaire, excepté celui du Congrès situé à Valparaíso.

## Géographie

### Situation

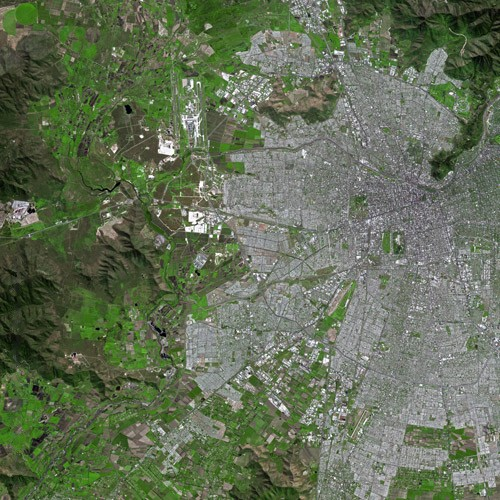
Santiago vue par le satellite Spot.

Santiago est la capitale et le principal centre urbain du Chili. La ville est, en fait, divisée en 37 communes. L'agglomération compte plus de 7 millions d'habitants, ce qui équivaut à un tiers de la population totale du pays. Santiago est considérée comme la troisième ville la plus riche, la septième la plus peuplée et celle présentant la meilleure qualité de vie de l'Amérique latine. Elle est située dans la vallée centrale (valle central) qui court le long d'une grande partie du pays. À l'est, la ville est dominée par la cordillère des Andes et se trouve au pied de l'Aconcagua (plus haut sommet des Andes) et à l'ouest, elle s'approche peu à peu de la cordillère de la Costa qui sépare Santiago de l'océan Pacifique et de la région de Valparaíso. La capitale chilienne est située à 102 km à l'est-sud-est de Valparaiso et à 434 km au nord-nord-est de Concepción.
La ville de Santiago englobe son agglomération qui forme le Gran Santiago et qui est composée de 34 communes : les 32 communes de la province de Santiago, plus les communes de Puente Alto et de San Bernardo, appartenant respectivement aux provinces de Cordillera et du Maipo. Il n'existe pas de gouvernement métropolitain pour la ville. Chaque commune, gérée par un maire, est chargée des tâches administratives, de la fiscalité, des services, de la santé et de l'éducation.
La ville se trouve approximativement à mi-chemin des 4 300 km de longueur que fait le pays. Arica, à environ 2 000 km, étant la dernière ville avant le passage de la frontière avec le Pérou et Puerto Toro (env. 2 000 km également), celle située le plus au sud du pays.

### Climat
Santiago présente un climat méditerranéen. Les étés sont chauds (plus de 28 °C de novembre à mars) et les hivers relativement doux (8 °C en moyenne en juillet). La pluviométrie y est faible, la saison sèche correspondant à l'été austral. Les pluies, courtes mais violentes, ont lieu en général pendant l'hiver, causant chaque année des inondations dans les quartiers qui ne disposent pas encore de systèmes d'égouts pluviaux adéquats.
D'après la classification de Köppen avec la station Pudahuel : la température du mois le plus froid est comprise entre 0 °C et 18 °C (juillet avec 7,8 °C) et la température du mois le plus chaud est supérieure à 10 °C (janvier avec 20 °C). La saison sèche se produit l'été, les précipitations du mois estival le plus sec sont inférieures à 40 mm et à 1/3 du mois hivernal le plus humide (janvier avec 1,2 mm, inférieur à 1/3 de juin : 78,2 mm/3 soit 26,07 mm) donc pour cette région c'est un climat aride. L'été est tempéré car la température moyenne du mois le plus chaud est inférieure à 22 °C (janvier avec 20 °C) et la température moyenne des 4 mois les plus chauds est supérieure à 10 °C (décembre à mars avec respectivement 19,1 °C, 20 °C, 19,3 °C et 17 °C).
Donc le climat de Santiago est classé comme Csb dans la classification de Köppen, soit un climat différent pour chaque différente région de la municipalité, en fonction de l'altitude.
| Mois                     | jan. | fév. | mars | avril | mai  | juin | jui. | août | sep. | oct. | nov. | déc. | année |
| ------------------------ | ---- | ---- | ---- | ----- | ---- | ---- | ---- | ---- | ---- | ---- | ---- | ---- | ----- |
| Température moyenne (°C) | 20   | 19,3 | 17   | 13,8  | 10,5 | 8    | 7,8  | 9,1  | 11,3 | 13,8 | 16,6 | 19,1 | 13,9  |
| Précipitations (mm)      | 1,2  | 2,1  | 4,2  | 13,7  | 58   | 78,2 | 75,5 | 54,2 | 26,7 | 13,6 | 6,1  | 3,9  | 338,2 |
| Humidité relative (%)    | 57   | 62   | 67   | 73    | 80   | 84   | 84   | 82   | 79   | 72   | 63   | 58   | 71,75 |

| Mois                | jan. | fév. | mars | avril | mai  | juin | jui. | août | sep. | oct. | nov. | déc. | année |
| ------------------- | ---- | ---- | ---- | ----- | ---- | ---- | ---- | ---- | ---- | ---- | ---- | ---- | ----- |
| Précipitations (mm) | 0,7  | 0,4  | 3    | 10,6  | 46,6 | 76   | 90,8 | 52,4 | 76   | 12,4 | 8,3  | 2,4  | 379,6 |

| Mois                | jan. | fév. | mars | avril | mai  | juin | jui. | août | sep. | oct. | nov. | déc. | année |
| ------------------- | ---- | ---- | ---- | ----- | ---- | ---- | ---- | ---- | ---- | ---- | ---- | ---- | ----- |
| Précipitations (mm) | 0,5  | 0,9  | 3,6  | 11,6  | 41,9 | 74,2 | 87,5 | 65,3 | 30,8 | 19,2 | 9,3  | 2,4  | 347,2 |

| Mois                  | jan. | fév. | mars | avril | mai  | juin | jui. | août | sep. | oct. | nov. | déc. | année |
| --------------------- | ---- | ---- | ---- | ----- | ---- | ---- | ---- | ---- | ---- | ---- | ---- | ---- | ----- |
| Précipitations (mm)   | 0,3  | 0,5  | 3,1  | 10,4  | 42,4 | 71,6 | 84,1 | 46,1 | 22,5 | 11,9 | 10,1 | 1,8  | 304,8 |
| Humidité relative (%) | 58   | 62   | 66   | 71    | 79   | 83   | 83   | 80   | 77   | 71   | 64   | 60   | 71,17 |

| Mois                                  | jan.      | fév.      | mars      | avril     | mai       | juin      | jui.      | août      | sep.      | oct.      | nov.      | déc.      | année     |
| ------------------------------------- | --------- | --------- | --------- | --------- | --------- | --------- | --------- | --------- | --------- | --------- | --------- | --------- | --------- |
| Température minimale moyenne (°C)     | 13,3      | 12,8      | 11,4      | 8,6       | 6,4       | 5         | 3,9       | 5         | 6,7       | 8,6       | 10,3      | 12,2      | 8,7       |
| Température moyenne (°C)              | 21,2      | 20,3      | 18,2      | 14,4      | 10,9      | 9         | 8,2       | 9,8       | 12        | 15        | 17,7      | 20,1      | 14,7      |
| Température maximale moyenne (°C)     | 30,1      | 29,5      | 27,4      | 23,1      | 18,5      | 15,7      | 15,3      | 17,1      | 19,5      | 22,9      | 26,1      | 28,8      | 22,8      |
| Record de froid (°C) date du record   | 7,2 1970  | 6,2 1973  | 0 1967    | −1 1985   | −1,6 1993 | −3,3 1983 | −3,5 1969 | −3,4 2007 | −2,6 1974 | −0,3 1991 | 3,1 1992  | 1 1971    | −3,5 1969 |
| Record de chaleur (°C) date du record | 38,3 2019 | 36,2 2019 | 36,2 2015 | 33,9 2020 | 31,6 2015 | 27,3 2018 | 28,4 2012 | 31 2014   | 32,6 1996 | 33,1 2019 | 34,9 2019 | 37,3 2016 | 38,3 2019 |
| Ensoleillement (h)                    | 325       | 270       | 250       | 191       | 132       | 101       | 118       | 151       | 165       | 219       | 269       | 320       | 2 511     |
| Précipitations (mm)                   | 0,6       | 1,3       | 6,1       | 16,3      | 55,5      | 83,3      | 75,9      | 55,1      | 27,2      | 12,9      | 6,2       | 1,5       | 341,8     |
| Nombre de jours avec précipitations   | 0,3       | 0,5       | 0,9       | 3,1       | 5,4       | 7         | 6,1       | 5,9       | 4,7       | 2,4       | 1,2       | 0,5       | 38        |
| Humidité relative (%)                 | 57        | 61        | 68        | 74        | 80        | 84        | 84        | 81        | 76        | 70        | 62        | 57        | 71,17     |

| Diagramme climatique                                  |             |             |             |             |           |             |           |             |             |             |             |
| J                                                     | F           | M           | A           | M           | J         | J           | A         | S           | O           | N           | D           |
| 30,113,30,6                                           | 29,512,81,3 | 27,411,46,1 | 23,18,616,3 | 18,56,455,5 | 15,7583,3 | 15,33,975,9 | 17,1555,1 | 19,56,727,2 | 22,98,612,9 | 26,110,36,2 | 28,812,21,5 |
| Moyennes : • Temp. maxi et mini °C • Précipitation mm |             |             |             |             |           |             |           |             |             |             |             |

| Mois                                  | jan.      | fév.      | mars      | avril     | mai       | juin      | jui.      | août      | sep.      | oct.      | nov.      | déc.      | année     |
| ------------------------------------- | --------- | --------- | --------- | --------- | --------- | --------- | --------- | --------- | --------- | --------- | --------- | --------- | --------- |
| Température minimale moyenne (°C)     | 12        | 11,5      | 9,9       | 7,1       | 4,7       | 3,5       | 2,5       | 3,6       | 5,4       | 7,3       | 9,1       | 11        | 7,3       |
| Température moyenne (°C)              | 20,4      | 19,5      | 17,5      | 13,7      | 10,3      | 8,3       | 7,5       | 8,9       | 11,1      | 14,1      | 16,9      | 19,3      | 14        |
| Température maximale moyenne (°C)     | 29,9      | 29,4      | 27,5      | 23        | 18,3      | 15,3      | 14,7      | 16,4      | 18,7      | 22,5      | 25,9      | 28,5      | 22,5      |
| Record de froid (°C) date du record   | 2,7 1975  | 4,7 1975  | 2,1 1976  | −2,6 1985 | −5,9 1996 | −6,5 1976 | −6,8 1976 | −6,2 1993 | −4,5 1974 | −2,8 1991 | 0,7 1974  | 3,3 1991  | −6,8 1976 |
| Record de chaleur (°C) date du record | 39,3 2019 | 37,2 2019 | 36,8 2015 | 34,5 2020 | 31,1 2002 | 26,7 1997 | 28,2 1989 | 29,9 1974 | 32,9 1996 | 33,3 2009 | 35,2 2019 | 37,1 2019 | 39,3 2019 |
| Ensoleillement (h)                    | 367       | 305       | 277       | 202       | 145       | 120       | 132       | 162       | 182       | 205       | 298       | 350       | 2 745     |
| Précipitations (mm)                   | 0,4       | 0,8       | 6,1       | 12        | 46,1      | 68,7      | 62,5      | 44,2      | 20,1      | 10        | 4,6       | 1,4       | 276,9     |
| Nombre de jours avec précipitations   | 0         | 0         | 1         | 3         | 5         | 7         | 7         | 6         | 5         | 2         | 1         | 0         | 37        |
| Humidité relative (%)                 | 57        | 60        | 65        | 71        | 80        | 84        | 84        | 81        | 78        | 71        | 63        | 58        | 71        |

| Diagramme climatique                                  |             |            |         |             |             |             |             |             |           |            |           |
| J                                                     | F           | M          | A       | M           | J           | J           | A           | S           | O         | N          | D         |
| 29,9120,4                                             | 29,411,50,8 | 27,59,96,1 | 237,112 | 18,34,746,1 | 15,33,568,7 | 14,72,562,5 | 16,43,644,2 | 18,75,420,1 | 22,57,310 | 25,99,14,6 | 28,5111,4 |
| Moyennes : • Temp. maxi et mini °C • Précipitation mm |             |            |         |             |             |             |             |             |           |            |           |

### Pollution
En 2015, la ville est déclarée en « état d'urgence environnementale » à la suite d'un niveau de pollution de l'air record. Les autorités sanitaires ont recommandé d'éviter de sortir sauf en cas d'extrême nécessité.

### Structure urbaine
À cause de la croissance exponentielle de la capitale, l'agglomération est organisée en diverses communes. Le Grand Santiago se compose à l'heure actuelle de trente-six communes qui ont vu leurs populations augmenter au fil des décennies.
Selon l'Instituto Nacional de Estadísticas, en 2000, trente-six communes forment le Grand Santiago :
| \| \| Cerrillos \| \| Las Condes \| \| Pudahuel \| \| \| Cerro Navia \| \| Lo Barnechea \| \| Puente Alto \| \| \| Conchalí \| \| Lo Espejo \| \| Quilicura \| \| \| El Bosque \| \| Lo Prado \| \| Quinta Normal \| \| \| Estación Central \| \| Macul \| \| Recoleta \| \| \| Huechuraba \| \| Maipú \| \| Renca \| \| \| Independencia \| \| Ñuñoa \| \| San Bernardo \| \| \| La Cisterna \| \| Padre Hurtado \| \| San Joaquín \| \| \| La Florida \| \| Pedro Aguirre Cerda \| \| San Miguel \| \| \| La Granja \| \| Peñalolén \| \| San Ramón \| \| \| La Pintana \| \| Pirque \| \| Santiago \| \| \| La Reina \| \| Providencia \| \| Vitacura \| |                  |  |                     |  |               |
| | Cerrillos        |  | Las Condes          |  | Pudahuel      |
| | Cerro Navia      |  | Lo Barnechea        |  | Puente Alto   |
| | Conchalí         |  | Lo Espejo           |  | Quilicura     |
| | El Bosque        |  | Lo Prado            |  | Quinta Normal |
| | Estación Central |  | Macul               |  | Recoleta      |
| | Huechuraba       |  | Maipú               |  | Renca         |
| | Independencia    |  | Ñuñoa               |  | San Bernardo  |
| | La Cisterna      |  | Padre Hurtado       |  | San Joaquín   |
| | La Florida       |  | Pedro Aguirre Cerda |  | San Miguel    |
| | La Granja        |  | Peñalolén           |  | San Ramón     |
| | La Pintana       |  | Pirque              |  | Santiago      |
| | La Reina         |  | Providencia         |  | Vitacura      |

Ces trente-six communes se situent dans des zones urbaines.

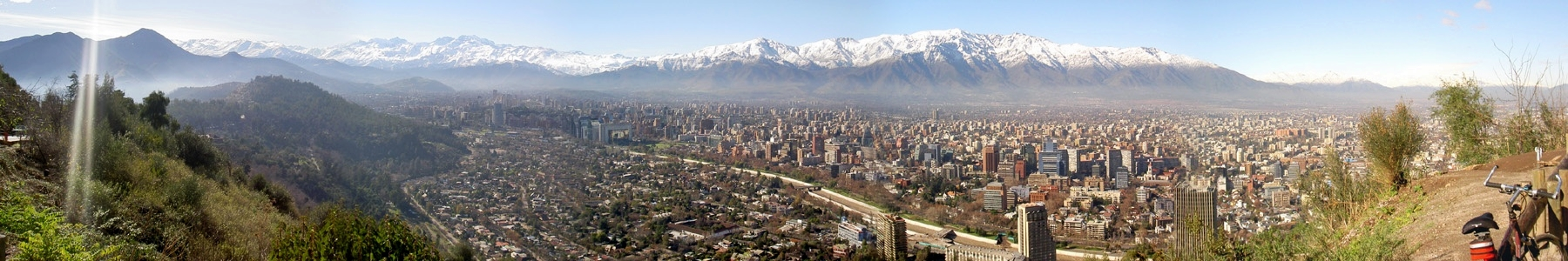
Vue panoramique du centre-ville.

### Transports

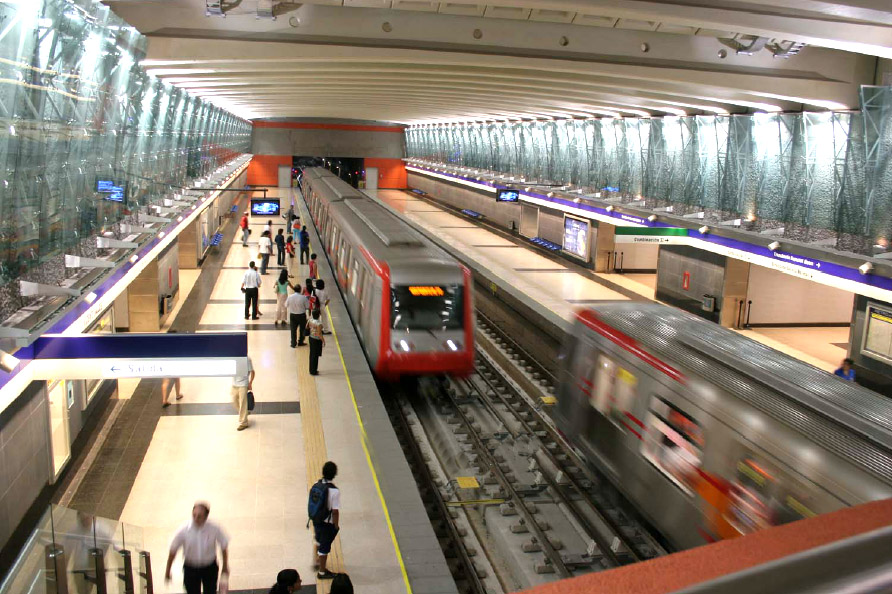
Station Vicente Valdés.

Santiago dispose d'un système très dense de bus (les micros), de taxis collectifs et de sept lignes (1, 2, 3, 4, 4 A, 5 et 6) de métro, dont le réseau dépasse les 140 km de lignes.
Santiago compte 991 838 véhicules, dont 979 346 sont motorisés. Chaque jour, 805 220 voitures traversent la ville, équivalent à 38 % du trafic national, et un taux de une voiture pour sept personnes. La ville dispose d'un réseau étendu de rues et d'avenues facilitant les déplacements entre les différents arrondissements qui composent l'aire métropolitaine.
Dans les années 1990, le gouvernement essaya d'organiser le système des transports publics. En 1994, de nouvelles routes furent ouvertes et les bus furent peints en jaune. Cependant, le système montrait de nombreux problèmes avec des routes se chevauchant, des niveaux de pollution de l'air et acoustique élevés et des problèmes de sécurité à la fois pour les cyclistes et les conducteurs. Pour résoudre ces problèmes, un nouveau système de transport, appelé Transantiago (Red Metropolitana de Movilidad) a été imaginé et mis en place. Lancé le 10 février 2007, le système combine des services principaux avec le métro et les routes locales, sous un système de paiement unifié grâce à une carte intelligente sans contact appelée Tarjeta bip!. Le changement ne fut pas très bien reçu par les utilisateurs, qui se plaignirent du manque de bus, trop de transferts d'un bus à un autre et une couverture du réseau limitée. La plupart des problèmes ont été résolus, mais le système obtint une mauvaise réputation qu'il n'a pas réussi à effacer.

## Histoire

### Fondation de la cité

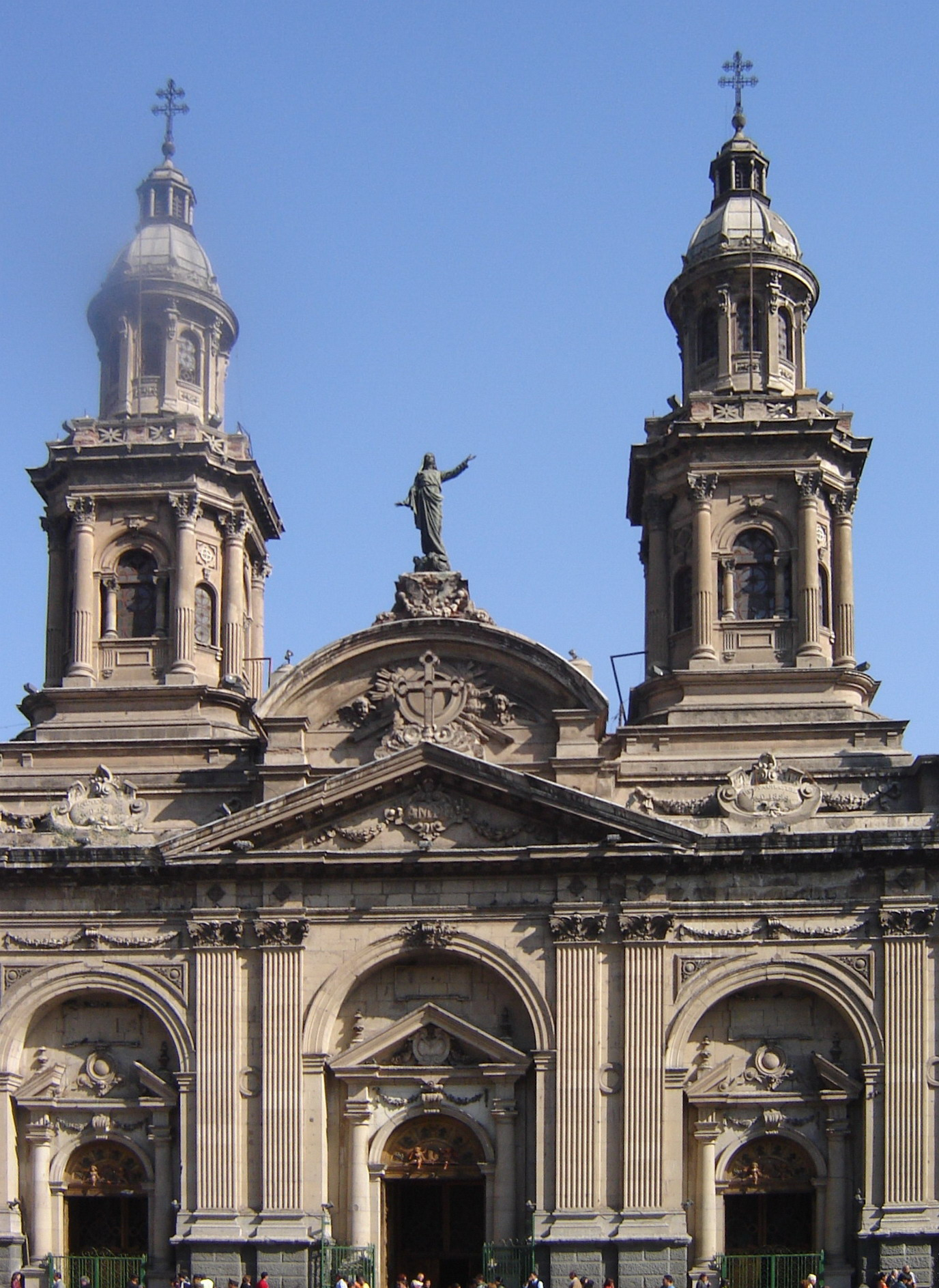
Cathédrale de Santiago.

Santiago fut fondée le 12 février 1541 par le conquistador Pedro de Valdivia, qui lui donna le nom de Santiago de la Nueva Extremadura en mémoire de l'apôtre Saint Jacques et de l'Estrémadure. La cérémonie de fondation de Santiago se tint sur la colline de Huelén (renommée plus tard colline Santa Lucia de Santiago). Valdivia choisit de s'y installer en raison du climat, de la végétation abondante et de la facilité avec laquelle la ville pourrait être défendue. En effet, elle fut établie entre les deux bras de la rivière Mapocho, sur les flancs du cerro Santa Lucia (colline Santa Lucia). Le tracé de la ville fut dessiné par Pedro de Gamboa selon les normes coloniales.

### Époque coloniale
Le 13 mai 1647, à 22 h 30, un séisme de magnitude 8,5 sur l'échelle de Richter (estimation rétrospective) fait plus de 600 morts et quelque cinq mille blessés, et détruit quasiment tous les bâtiments de la ville.

### Capitale de la République

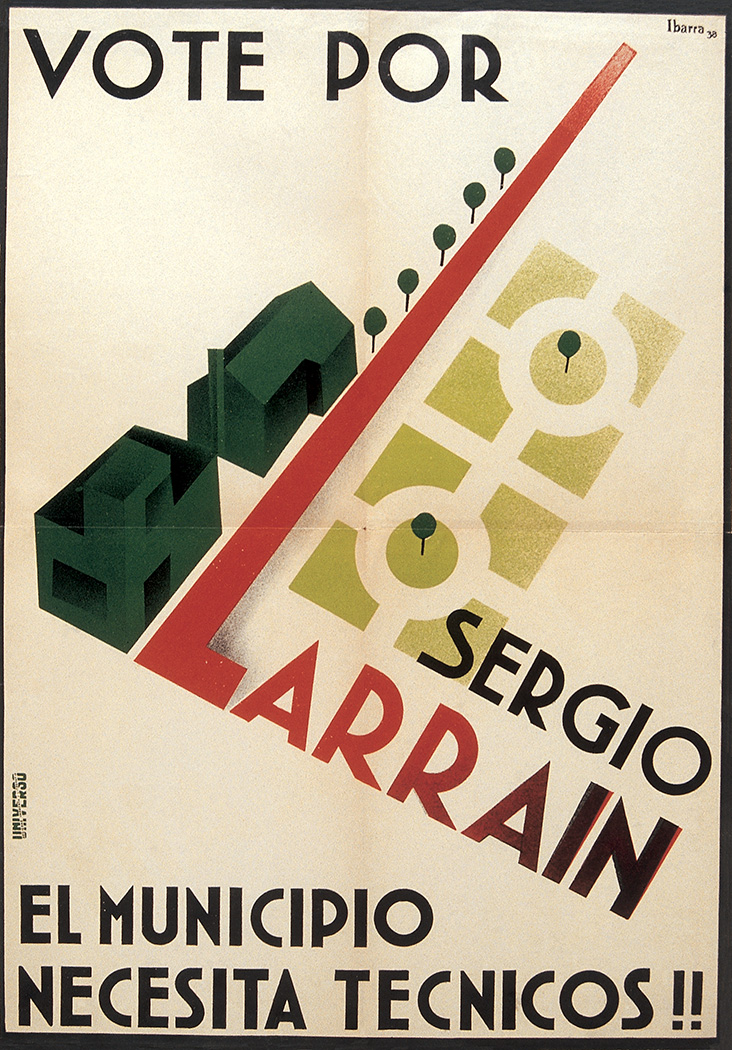
Affiche de campagne de l'architecte Sergio Larraín García-Moreno aux élections municipales à Santiago en 1938.

Le 8 décembre 1863, un incendie se déclare dans l'église de la Compagnie (de Jésus), lors de la clôture de la fête religieuse connue sous le nom de « Mois de Marie », faisant entre 2 000 et 3 000 morts, principalement des femmes appartenant aux plus grandes familles de la capitale. Non identifiables, les victimes seront inhumées dans une fosse commune. Les vestiges de l'église seront démolis, et un service d'incendie sera créé dans la capitale à l'initiative des citoyens.

### Explosion démographique
L'explosion démographique de Santiago du Chili remonte aux dernières décennies du XXe siècle. La ville a connu une croissance rapide de sa population en raison de divers facteurs tels que l'urbanisation, l'industrialisation et les migrations internes. La recherche d'opportunités économiques a attiré de nombreuses personnes des régions rurales vers la capitale.
Le développement économique accru à Santiago a également contribué à l'augmentation de la population, avec la création d'emplois dans divers secteurs. Cependant, cette croissance rapide a également posé des défis en matière d'infrastructure, de logement et de services publics, ce qui a incité les autorités à mettre en œuvre des projets d'urbanisme et des politiques visant à gérer cette expansion démographique.

### La Métropole au début duXXIesiècle
Des émeutes éclatent le 18 octobre 2019 et se poursuivent les jours suivants à la suite de l'augmentation du prix du ticket de métro. Des magasins sont pillés et plusieurs institutions sont incendiées. Plusieurs personnes meurent lors du pillage de l'usine de sous-vêtements Kayser à Renca. Plusieurs rames de métro ainsi que seize autobus sont également détruits par le feu et de nombreux mobiliers urbains détruits. Le président Sebastián Piñera décrète l'état d'urgence pour quinze jours et confie la gestion de la ville à Javier Iturriaga del Campo, un général de l'armée. Tous les musées sont fermés et les transports publics ne circulent pas. Des concerts de casseroles ont lieu dans la ville, similaires à ceux qui se sont produits lors de l'accession au pouvoir de Pinochet. Le 20 octobre, des milliers de personnes sont bloquées à l'aéroport à la suite de l'annulation d'une centaine de vols.
Le 25 octobre, 1,2 million de personnes manifestent contre le gouvernement et le système économique chilien, réputé très inégalitaire. Des manifestations se succèdent pendant plusieurs semaines et entrainent une sévère répression ; à la mi-janvier 2020 on dénombre au moins 27 morts, 3 650 blessés et 22 000 détentions.

## Démographie
Depuis 1541, l'évolution démographique de Santiago a été :
| 1541 | 1613   | 1778   | 1820   | 1840   | 1850   |
| ---- | ------ | ------ | ------ | ------ | ------ |
| 150  | 10 617 | 24 318 | 46 000 | 70 000 | 80 000 |

| 1865    | 1875    | 1885    | 1895    | 1907    | 1920    |
| ------- | ------- | ------- | ------- | ------- | ------- |
| 115 377 | 129 807 | 189 322 | 256 403 | 332 724 | 507 296 |

| 1930    | 1940    | 1952      | 1960      | 1970      | 1982      |
| ------- | ------- | --------- | --------- | --------- | --------- |
| 696 231 | 952 075 | 1 353 400 | 1 907 378 | 2 436 398 | 3 650 541 |

| 1992      | 2002      | 2007      | 2017      | - | - |
| --------- | --------- | --------- | --------- | - | - |
| 4 756 663 | 5 392 395 | 5 717 046 | 6 254 314 | - | - |

| Histogramme de l'évolution démographique de Santiago |
|                                                      |

## Économie

### Données générales
La ville de Santiago est le centre industriel et financier du Chili, et génère 45 % du PIB du pays. Certaines institutions internationales, telles que la CEPALC (Commission économique pour l'Amérique latine et les Caraïbes), ont leurs bureaux à Santiago. Actuellement[Quand ?] en cours de construction, le Costanera Center est un méga-projet immobilier dans le quartier financier de Santiago. Il comprend un centre commercial de 280 000 mètres carrés, une tour de 300 mètres, deux tours de bureaux de 170 mètres chacune, et un hôtel de 105 mètres de hauteur.
L’instauration d’un capitalisme néolibéral par la dictature militaire (1973-1990) a favorisé la dérégulation du marché et la survalorisation de la propriété immobilière. Le régime a alors abandonné les grands projets d’urbanisme pour la capitale, ce qui a favorisé un étalement urbain mal maîtrisé.
En janvier 2009, le gérant en charge, Cencosud, a déclaré dans un communiqué que la construction de ce méga centre commercial serait progressivement réduite jusqu'à ce que l'incertitude financière soit effacée.
En janvier 2010, Cencosud a annoncé le redémarrage du projet, et cela a été pris en général comme un symbole de la réussite du pays au cours de la crise financière mondiale. Près du Costanera Center un autre gratte-ciel est déjà en cours de construction Titanium La Portada, de 190 mètres de hauteur. Bien que ceux-ci soient les deux plus grands projets, il y a beaucoup d'autres immeubles de bureaux en construction à Santiago, ainsi que des centaines de bâtiments résidentiels de grande hauteur.
En février 2011, Gran Torre Santiago, une partie du projet Costanera Center, atteint la barre des 300 mètres, et devient officiellement la plus haute structure d'Amérique latine.
Santiago abrite en 2017 une soixantaine de gratte-ciel.

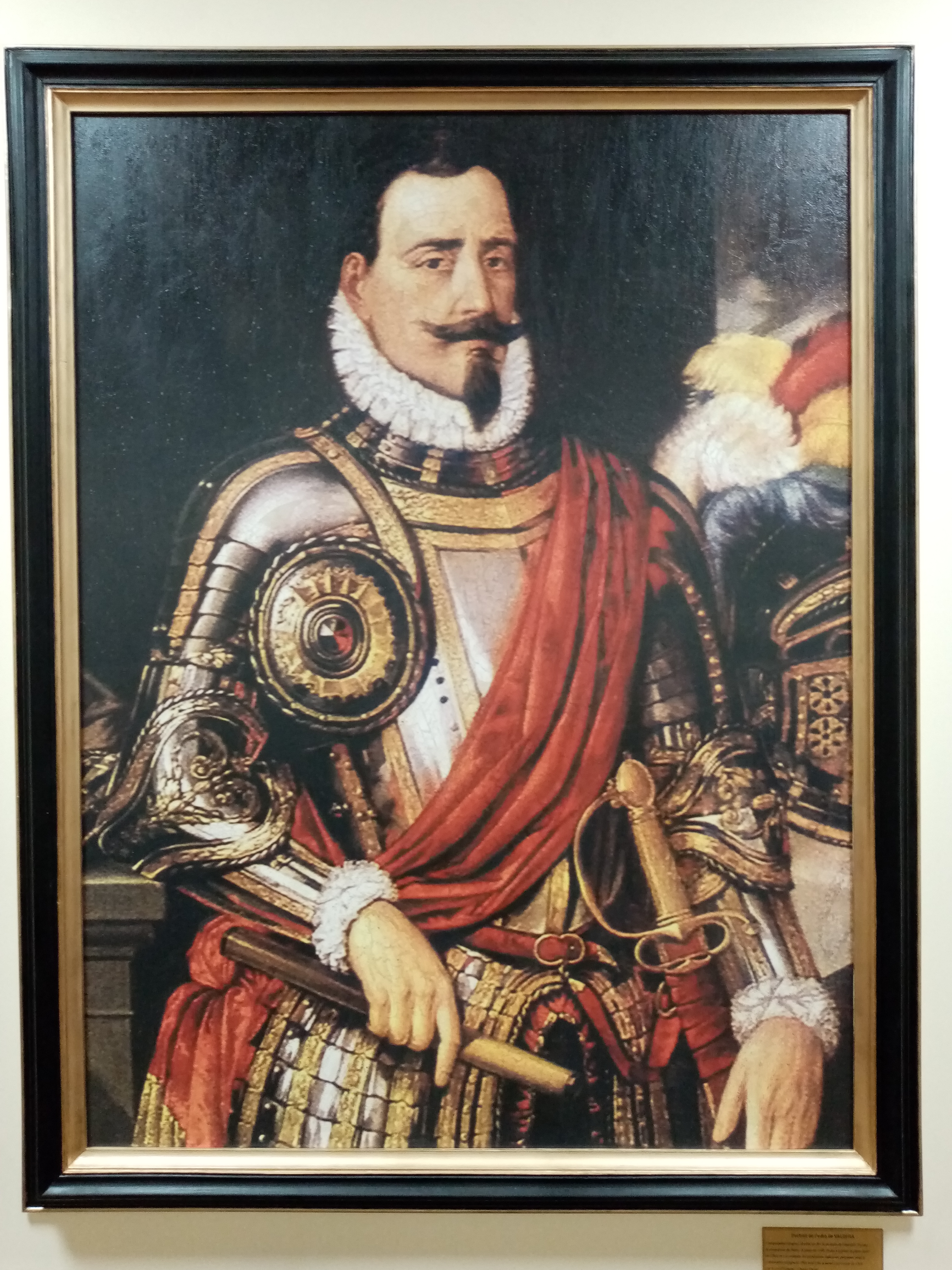
Pédro de Valdivia, fondateur de Santiago (huile de Federico Madrazo).

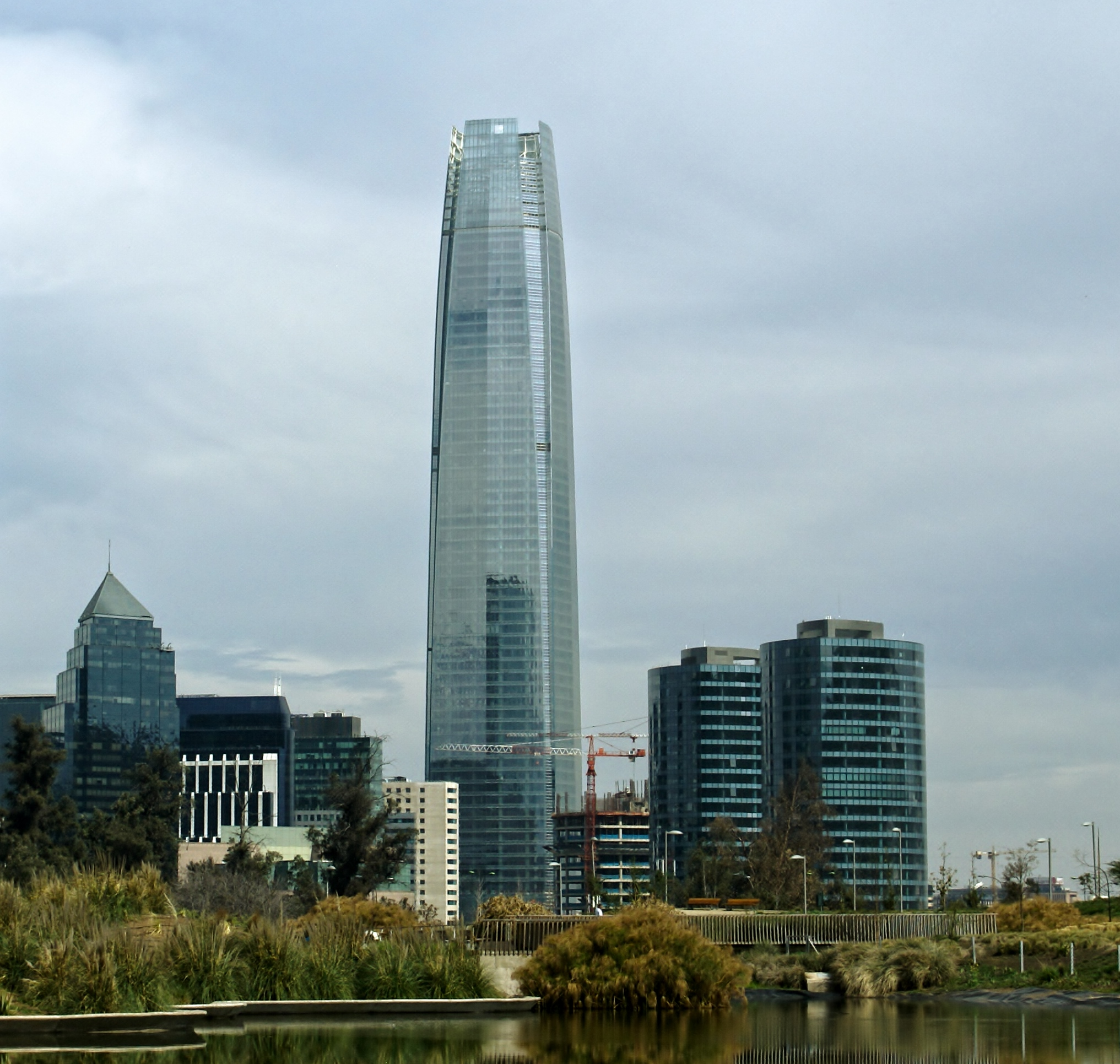
Gran Torre Santiago.

L'économie forte et la dette publique faible attirent les immigrés en provenance d'Europe et des États-Unis.
La ville perd, en 2019, le lac d’Aculeo, asséché par la sécheresse et la surconsommation d’eau. Avec une superficie de près de 12 km2 et une profondeur d’environ six mètres, le lac constituait depuis des décennies l'une des principales activités touristiques de la région.

### Industrie
La majeure partie de l'activité industrielle et commerciale du Chili est concentrée dans la capitale nationale et régionale de Santiago, mais il y a d'importantes activités d'approvisionnement, de commercialisation et de transformation à San Bernardo (emplacement des magasins, grands chemins de fer), Puente Alto, Melipilla, Talagante et Buin.

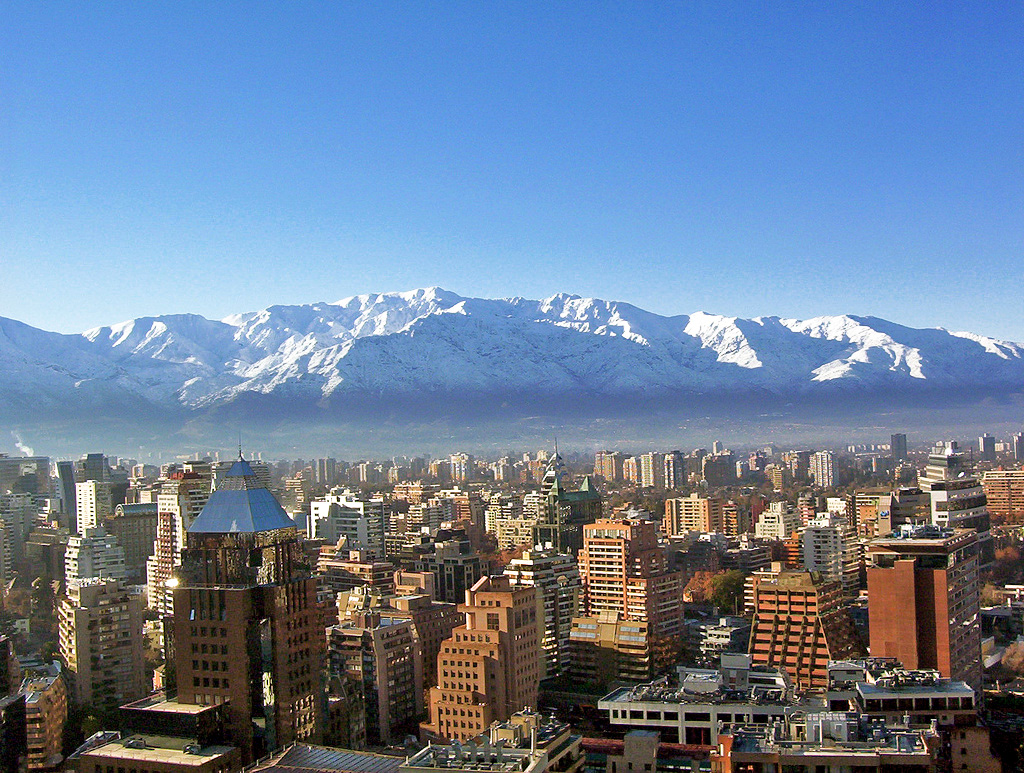
Centre financier de Santiago.

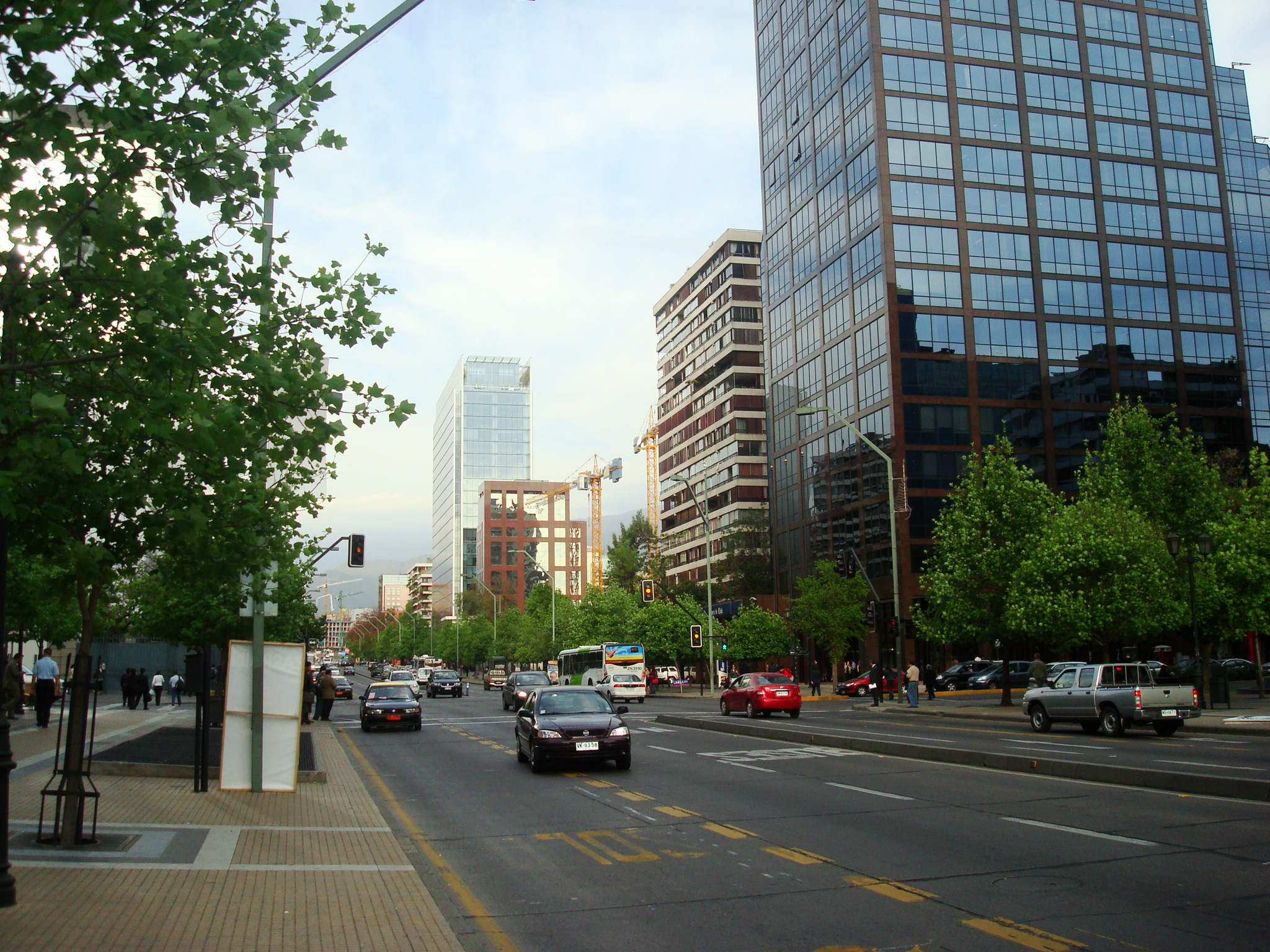
Avenue Apoquindo et centre financier.

La production laitière et de viande de bœuf est importante ; les principales cultures de la région sont les céréales, les raisins, les pommes de terre et les haricots.
Le cuivre, le gypse et le calcaire y sont extraits. La commercialisation est facilitée par la proximité des centres urbains reliés aux lignes principales de chemin de fer et par un réseau développé de routes régionales.
La FAMAE (FAMAE Fábricas y Maestranzas del Ejército) qui fabrique les armes pour l'armée chilienne a son siège à Santiago.

## Sport

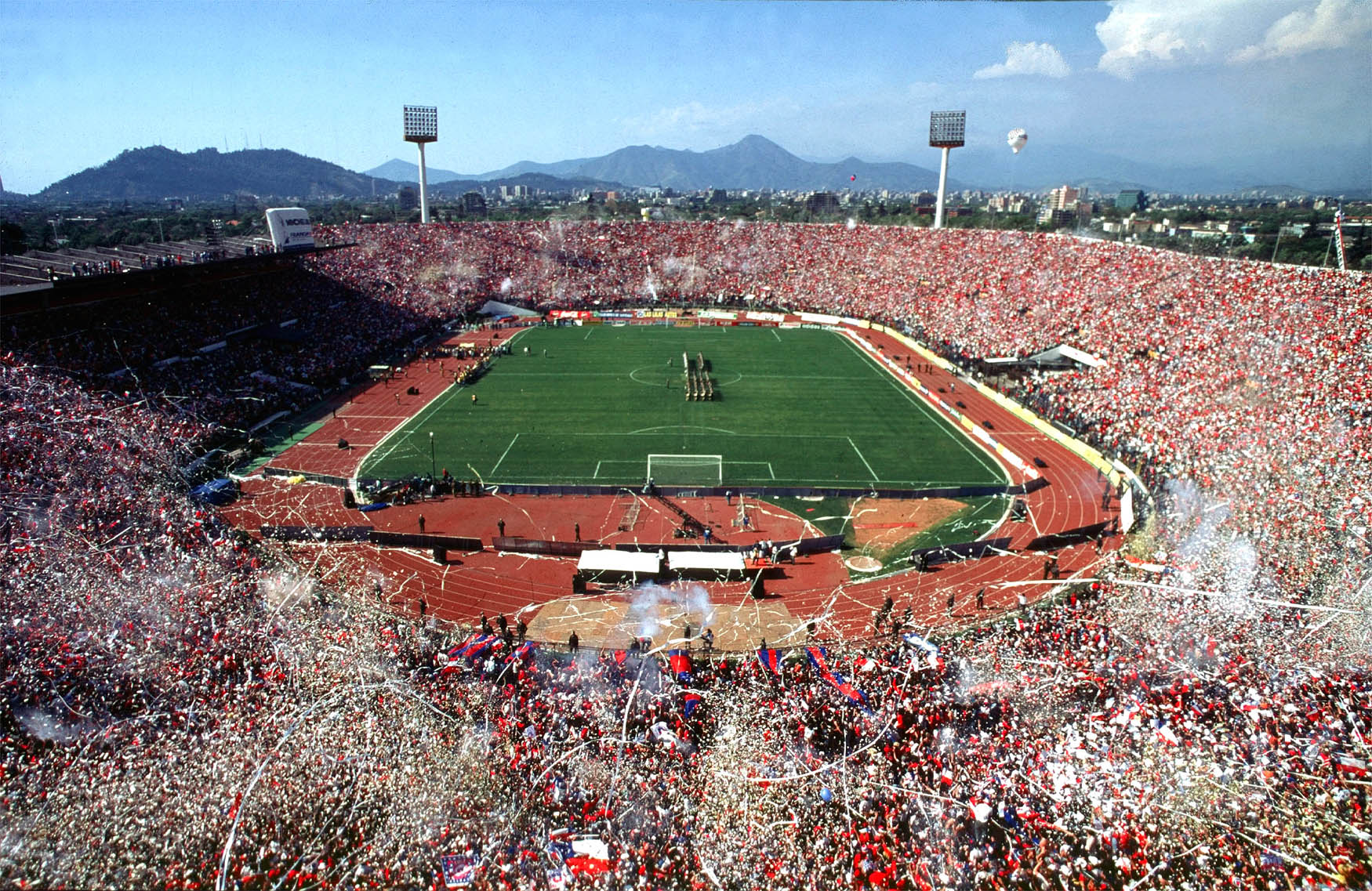
Le stade national.

Santiago est le berceau des plus grandes équipes de football du Chili. Fondée le 19 avril 1925, le Club Social y Deportivo Colo-Colo a une longue tradition et joue de manière régulière parmi l'élite depuis la création de la Primera División en 1933. Le club a gagné 29 titres nationaux, dix Coupe nationale, et une Copa Libertadores en 1991, seul club chilien à avoir remporté le tournoi. Le club joue ses matchs à l'Estadio Monumental David Arellano dans la commune de Macul. La seconde équipe est l'Universidad de Chile qui compte seize titres nationaux et trois Coupes nationales. En 2011, elle remporte la Copa Sudamericana, c'est la seule équipe chilienne à avoir remporté ce tournoi. Le club fut fondé le 24 mai 1927, sous le nom de Club Deportivo Universitario, union du Club Náutico et de la Federación Universitaria. Les fondateurs étaient des étudiants de l'Université du Chili. En 1980, l'organisation se sépare de l'Université du Chili et le club est maintenant indépendant. Le club joue ses matchs à l'Estadio Nacional de Chile dans la commune de Ñuñoa. La troisième équipe la plus populaire est le Club Deportivo Universidad Católica fondé le 21 avril 1937. L'équipe joue ses matches à l'Estadio San Carlos de Apoquindo. L'Universidad Católica compte dix titres nationaux, jouant plus de vingt fois la Copa Libertadores, atteignant la finale, qu'elle perd, en 1993, face au São Paulo FC. Plusieurs autres clubs de football sont basés à Santiago, tels que l'Unión Española, Audax Italiano, Palestino, Santiago Morning, et Magallanes.
Par ailleurs l'Estadio Nacional de Chile fut l'un des quatre stades où se déroulèrent les matchs de la phase finale de la Coupe du monde de football 1962 et notamment la finale remportée par le Brésil sur la Tchécoslovaquie par 3 buts à 1, le 17 juin 1962.
S'ajoutent au sports de Santiago, le tennis et le basketball. La ville compte aussi le Club hippique de Santiago et l'hippodrome du Chili qui sont les deux pistes dédiés à la course de chevaux. Santiago accueillera par ailleurs les Jeux panaméricains de 2023.

## Éducation et culture

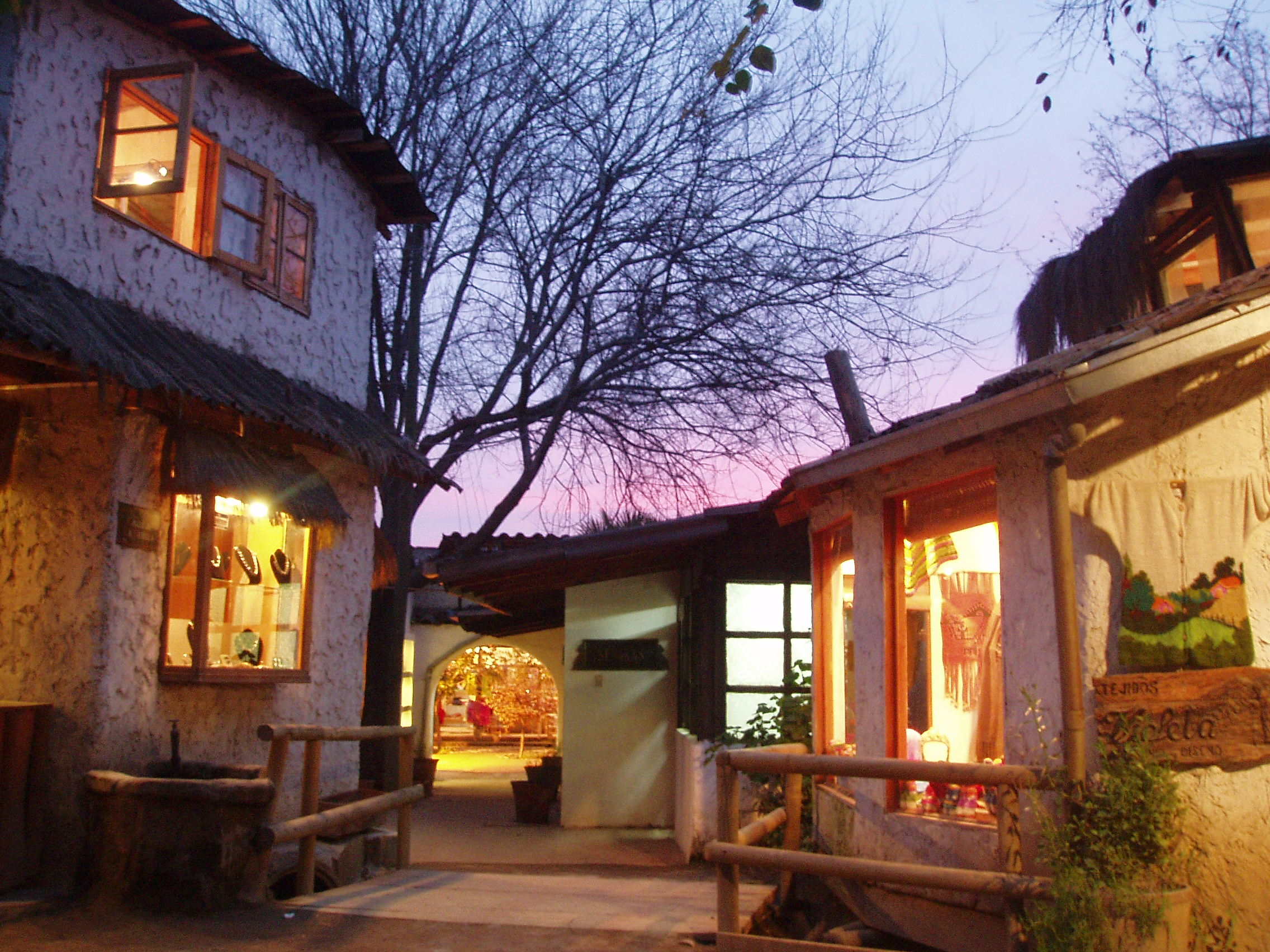
Los Dominicos est un haut lieu du patrimoine culturel situé à Santiago.

Santiago possède la plus grande concentration d'institutions culturelles du pays. Par contre, 
ne subsistent que quelques bâtiments historiques de la période coloniale espagnole, car à Santiago, comme dans le reste du pays, les tremblements de terre frappent régulièrement le pays. Les bâtiments existants comprennent la maison Colorada (1769), l'église San Francisco (1586), l'église Santo Domingo (1747-1771) et la Posada del Corregidor en (1750).
La cathédrale sur la place centrale (Plaza de Armas) a une vue comparable au Palacio de La Moneda, le palais présidentiel. Le bâtiment original fut construit entre 1784 et 1805, par l'architecte Joaquín Toesca. Il abrite le musée national d'histoire, avec 12 000 objets qui peuvent être exposés. À l'angle sud-est de la place se trouve le centre commercial Edwards, à fonte verte, construit en 1893. À l'est de cela on trouve le bâtiment colonial de la maison Colorada (1769), qui loge le Musée de Santiago. Il y a aussi le Théâtre municipal de Santiago, construit en 1857 par l'architecte français Brunet Edward Baines. Il a été gravement endommagé par un tremblement de terre en 1906. Pas loin du théâtre se trouvent le manoir de Subercaseaux et la Bibliothèque nationale du Chili, une des plus grandes bibliothèques de l'Amérique du Sud.

### Universités
- L'université du Chili

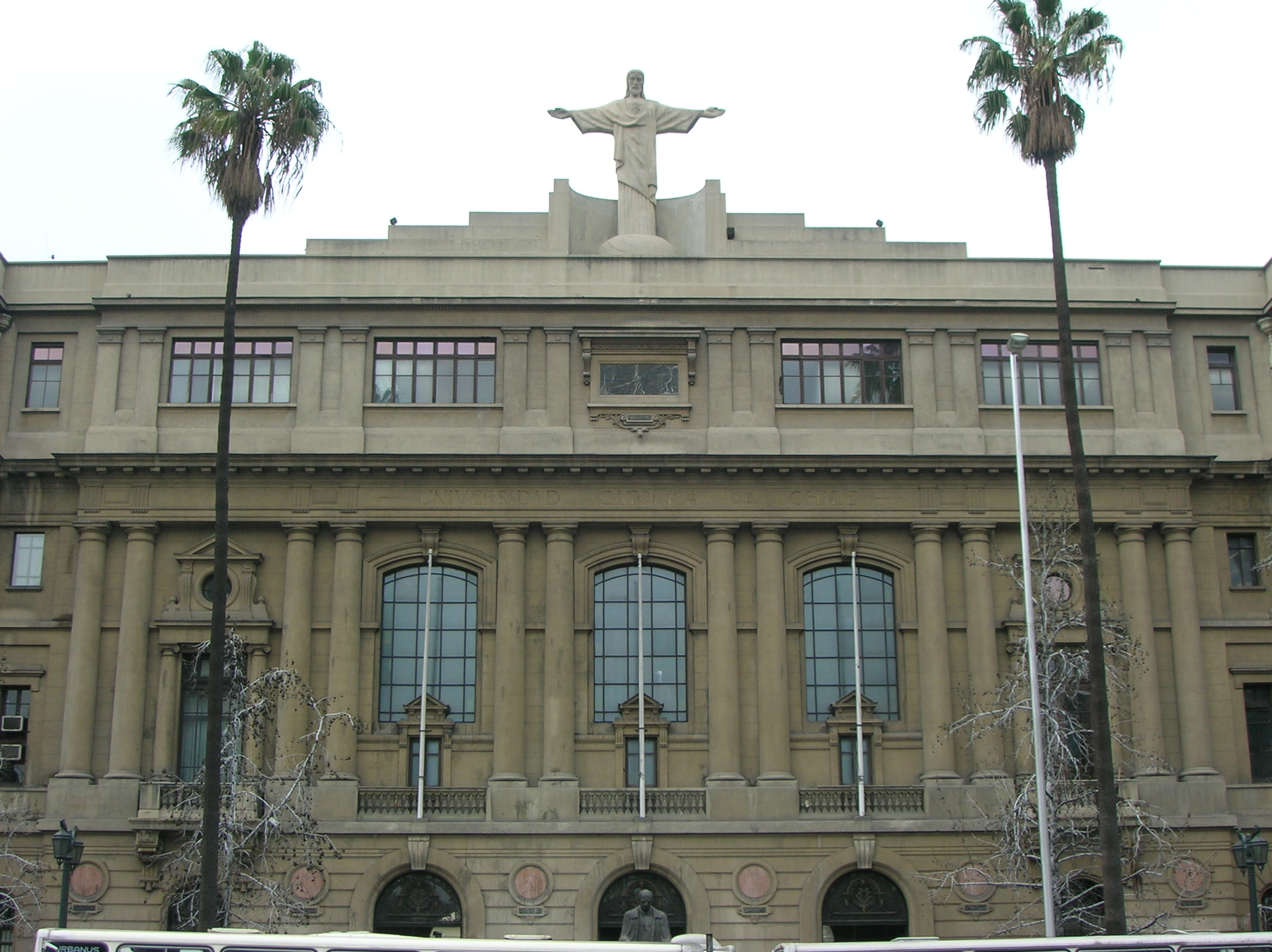
Université pontificale catholique du Chili.

- L'université pontificale catholique du Chili
- L'université de Santiago
- L'université de Federico Santa Maria
- L'université académique d'humanisme chrétien
- L'université Diego Portales
- L'université Centrale du Chili
- L'université del Desarrollo[23]
- L'université majeure
- L'université Adolfo Ibáñez
- L'université Finis Terrae
- L'université de Andres Bello

### Musique

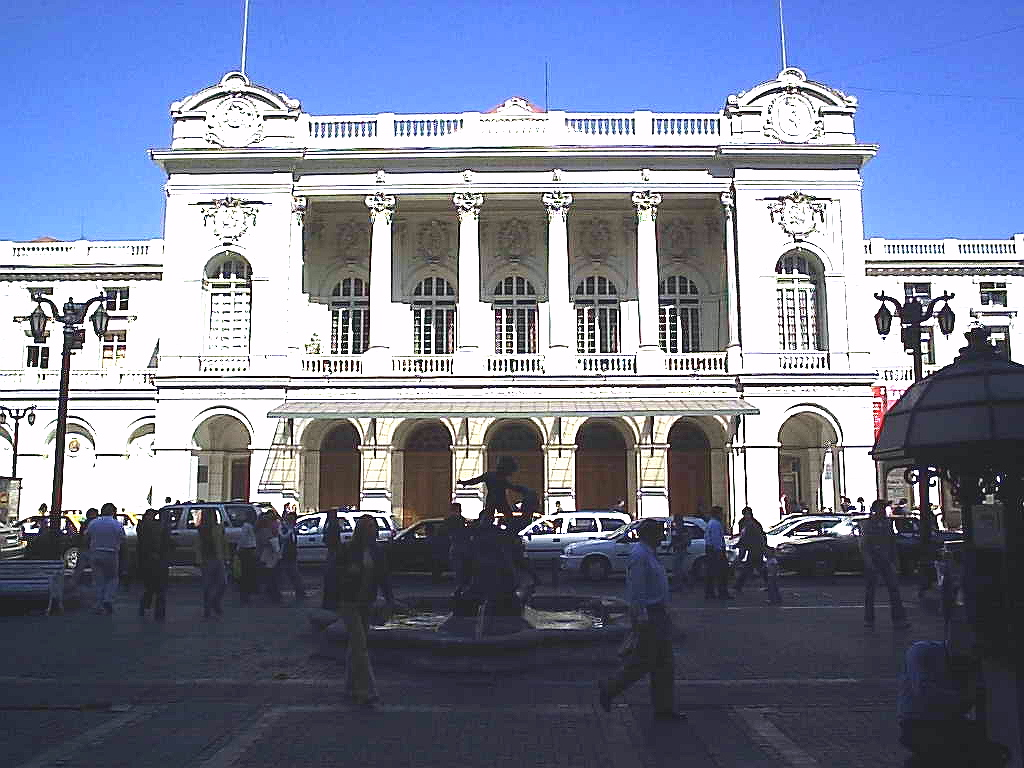
Le Théâtre municipal.

Il y a deux orchestres symphoniques : 
- l'Orquesta Filarmónica de Santiago, qui se produit dans le théâtre municipal ;
- l'Orquesta Sinfónica de Chile, dépendant de l'université du Chili, qui joue dans le théâtre de celle-ci.

Les groupes historiques du Chili sont :
- Inti-Illimani ;
- Quilapayún ;
- Los Jaivas ;
- Los Miserables ;
- Los Prisioneros ;

Les chanteurs historique.s du Chili sont :
- Violeta Parra ;
- Victor Jara.

### Musées
Parmi les musées, on compte : 

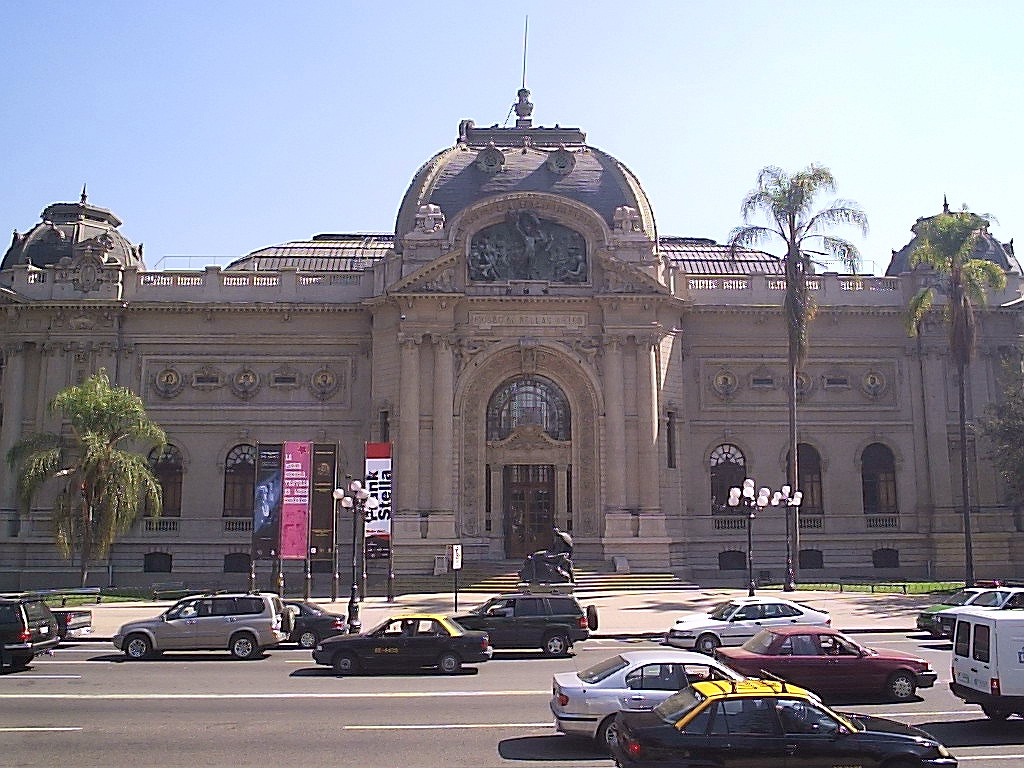
Le musée national des beaux-arts.

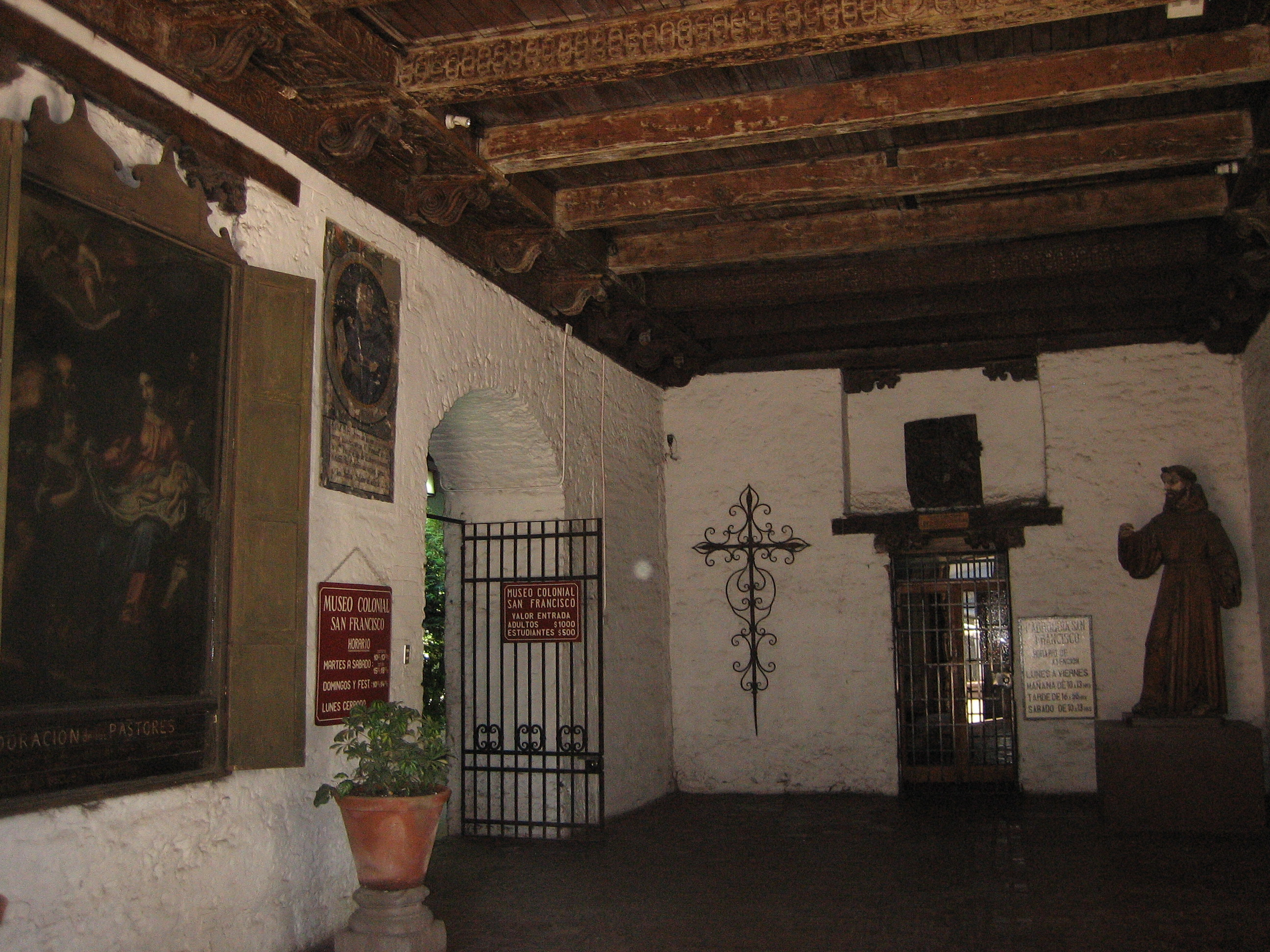
Le musée colonial de San Francisco

- le musée chilien d'art précolombien (Museo Chileno de Arte Precolombino) ;
- le musée historique national (Museo Historico Nacional) ;
- le musée national des beaux-arts de Santiago (Museo Nacional de Bellas Artes) ;
- le musée national d'histoire naturelle du Chili (Museo Nacional de Historia Natural de Chile) ;
- le musée d'Art contemporain de Santiago (es) (Museo de Arte Contemporáneo) ;
- le musée de la solidarité Salvador Allende (Museo de la Solidaridad Salvador Allende), qui comprend la plus importante collection d'art moderne d'Amérique du Sud ;
- le musée de la mémoire et des droits de l'homme (Museo de la Memoria y los Derechos Humanos).

### Personnalités
- Pablo Neruda, 1904-1973, de son vrai nom Ricardo Eliécer Neftalí Reyes-Basoalto, poète, écrivain, diplomate, homme politique et penseur chilien.
- Lina Meruane, écrivaine et enseignante.
- Francisco Antonio Pinto, président du Chili du 8 mai 1827 au 18 septembre 1831, y est né en 1785
- Sophia Hayden, architecte américaine et la première femme diplômée du Massachusetts Institute of Technology y est née en 1868
- Carmela Mackenna, pianiste et compositrice chilienne, née et morte à Santiago du Chili, en 1879 et 1962 respectivement
- Marco Evaristti, plasticien danois né à Santiago du Chili en 1963
- Cote de Pablo, actrice née à Santiago du Chili en 1979
- Agustin Edwards, homme politique né à Santiago du Chili en 1878
- Manuel Pellegrini, ancien joueur de football et ancien entraîneur du Manchester City FC
- Salvador Allende, Président du Chili décédé en 1973.
- Alejandro Amenábar, réalisateur, écrivain et compositeur né à Santiago du Chili en 1972
- Michelle Bachelet, Présidente de la République du Chili de 2006 à 2010 et 17e femme la plus puissante au monde née à Santiago du Chili en 1951
- Amanda Cerna, athlète handisport chilienne née à Santiago
- Sebastián Piñera, homme d'affaires et homme politique, né à Santiago du Chili en 1949
- Carlos de Rokha, poète chilien né à Santiago du Chili en 1920, mort dans cette même ville en 1962
- Aguaturbia, groupe de rock psychédélique
- Gracia Barrios (1926-2020), peintre chilienne, née à Santiago.
- Ana Figuero (1907-1970), féministe, pédagogue et diplomate chilienne, née et morte à Santiago.
- Josefa de los Dolores Peña y Lillo (1879-1823), religieuse et épistolière chilienne, née et morte à Santiago.
- Rosita Renard (1894-1949), pianiste chilienne, née et morte à Santiago.
- Nicolás López, réalisateur et scénariste chilien né en 1983.
- Erich Honecker, homme d'État est-allemand, décédé en 1994.
- Aldo Bahamonde, né en 1963, peintre et sculpteur chilien vivant en Espagne depuis 1984.
- Pedro Pascal, acteur américano-chilien né à Santiago en 1975.
- Silvia Parada Araya, née à Santiago en février 1969, militante trans chilienne.
- Bárbara Hernández, nageuse chilienne, spécialisée en nage en eau glacée
- Daniel Bravo, également dit Danielito, musicien franco-chilien. Membre du groupe Tryo. Né  à Santiago du Chili.
- César Hidalgo, physicien, y est né.
- Daniela Catrileo, poétesse d'origine mapuche, y est née.
- La Mirona, illustratrice chilienne, née sous le nom Javiera Ortega Reszczynski à Santiago en 1984

### Religion
La religion majoritaire est le catholicisme, mais l'évangélisme en provenance des États-Unis est en forte croissance. La ville est le siège de l'archidiocèse de Santiago du Chili fondé au XVIe siècle, avec sa chaire épiscopale à la cathédrale métropolitaine de Santiago du Chili. Santiago abrite, entre autres églises, six basiliques mineures : la basilique Notre-Dame-de-la-Merci, la basilique Notre-Dame-du-Perpétuel-Secours, la basilique du Cœur-Immaculé-de-Marie, la basilique Notre-Dame-du-Mont-Carmel (située à Maipú, et également reconnue sanctuaire national), la basilique du Saint-Sauveur et la basilique Notre-Dame-de-Lourdes.

## Politique et administration
Santiago est intégrée dans la Région métropolitaine mais ne possède pas d'institutions chargées de son administration, celle-ci étant exercée par diverses autorités, ce qui complique le fonctionnement de la ville comme une entité unitaire.
La ville est divisée en 40 communes qui sont dirigées chacune par un conseil municipal et un maire. La plus importante est celle de Santiago qui en occupe le centre et abrite les principaux édifices publics.

### Jumelages

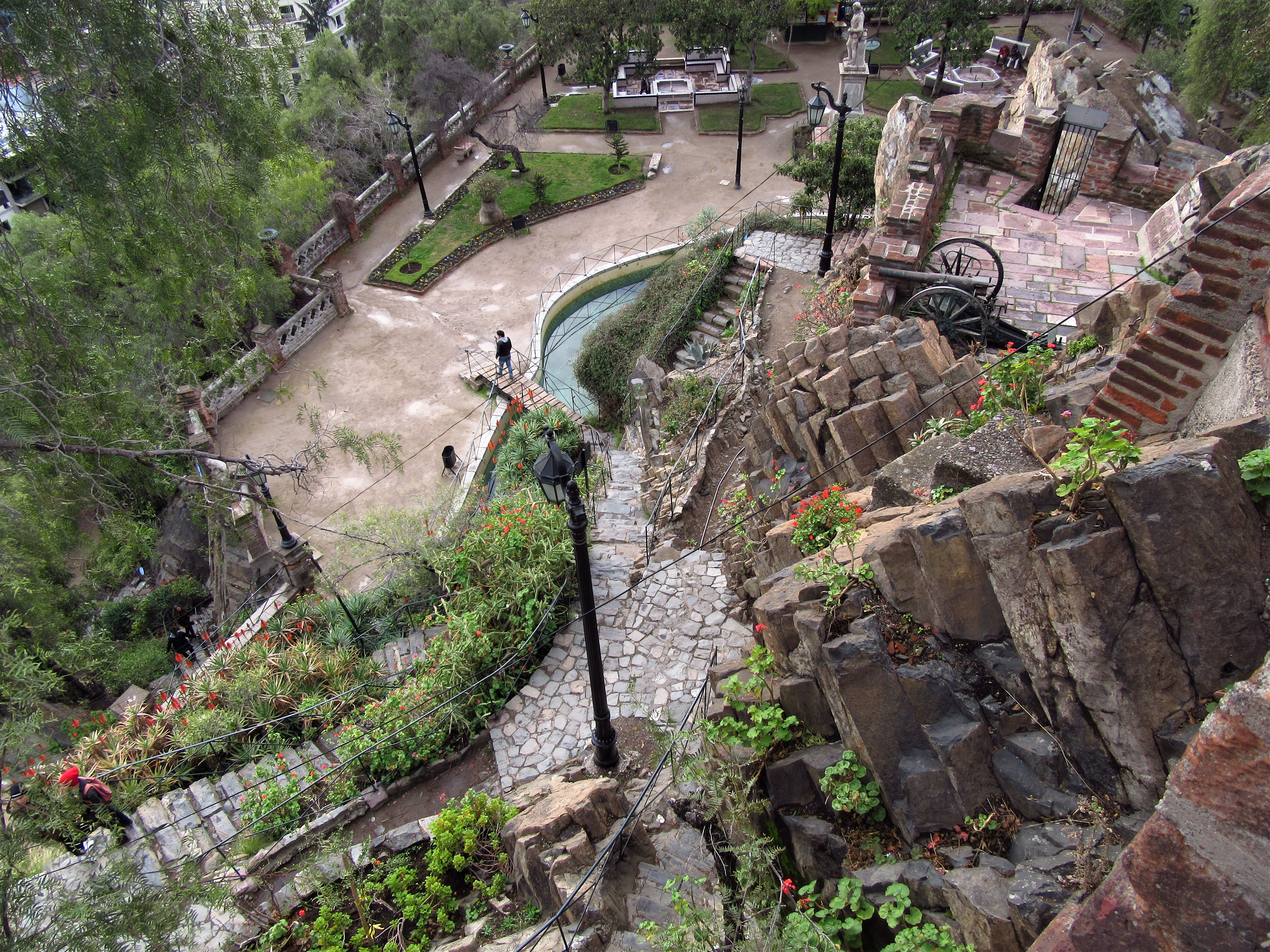
Cerro Santa Lucia.

| Ville | Ville                 | Pays | Pays                   | Période               |
| ----- | --------------------- | ---- | ---------------------- | --------------------- |
|       | Ankara                |      | Turquie                |                       |
|       | Athènes               |      | Grèce                  |                       |
|       | Brasilia              |      | Brésil                 |                       |
|       | Buenos Aires          |      | Argentine              |                       |
|       | Guayaquil             |      | Équateur               |                       |
|       | Hefei                 |      | Chine                  |                       |
|       | Kiev,                 |      | Ukraine                | depuis le 5 août 1998 |
|       | La Paz                |      | Bolivie                |                       |
|       | Langreo               |      | Espagne                |                       |
|       | Madrid                |      | Espagne                |                       |
|       | Manille               |      | Philippines            |                       |
|       | Mexico                |      | Mexique                |                       |
|       | Miami                 |      | États-Unis             |                       |
|       | Minneapolis           |      | États-Unis             |                       |
|       | Plasence              |      | Espagne                |                       |
|       | Pékin                 |      | Chine                  |                       |
|       | Riga                  |      | Lettonie               |                       |
|       | Saint-Domingue        |      | République dominicaine |                       |
|       | San José              |      | Costa Rica             |                       |
|       | Santiago de Querétaro |      | Mexique                |                       |
|       | Santiago de Veraguas  |      | Panama                 |                       |
|       | São Paulo             |      | Brésil                 | depuis 1998           |
|       | Tunis                 |      | Tunisie                |                       |

## Galerie

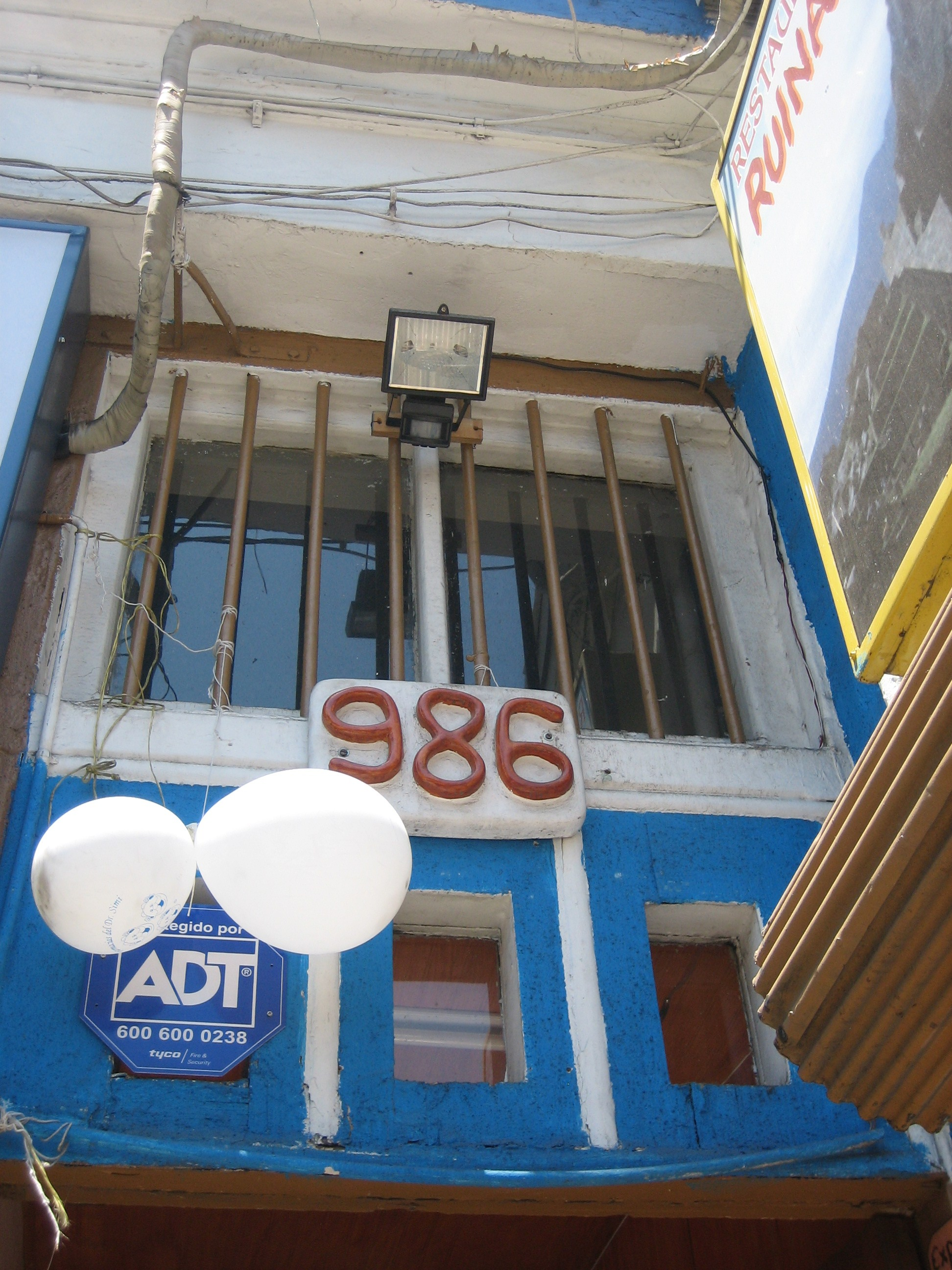
Un signe dans la vieille ville
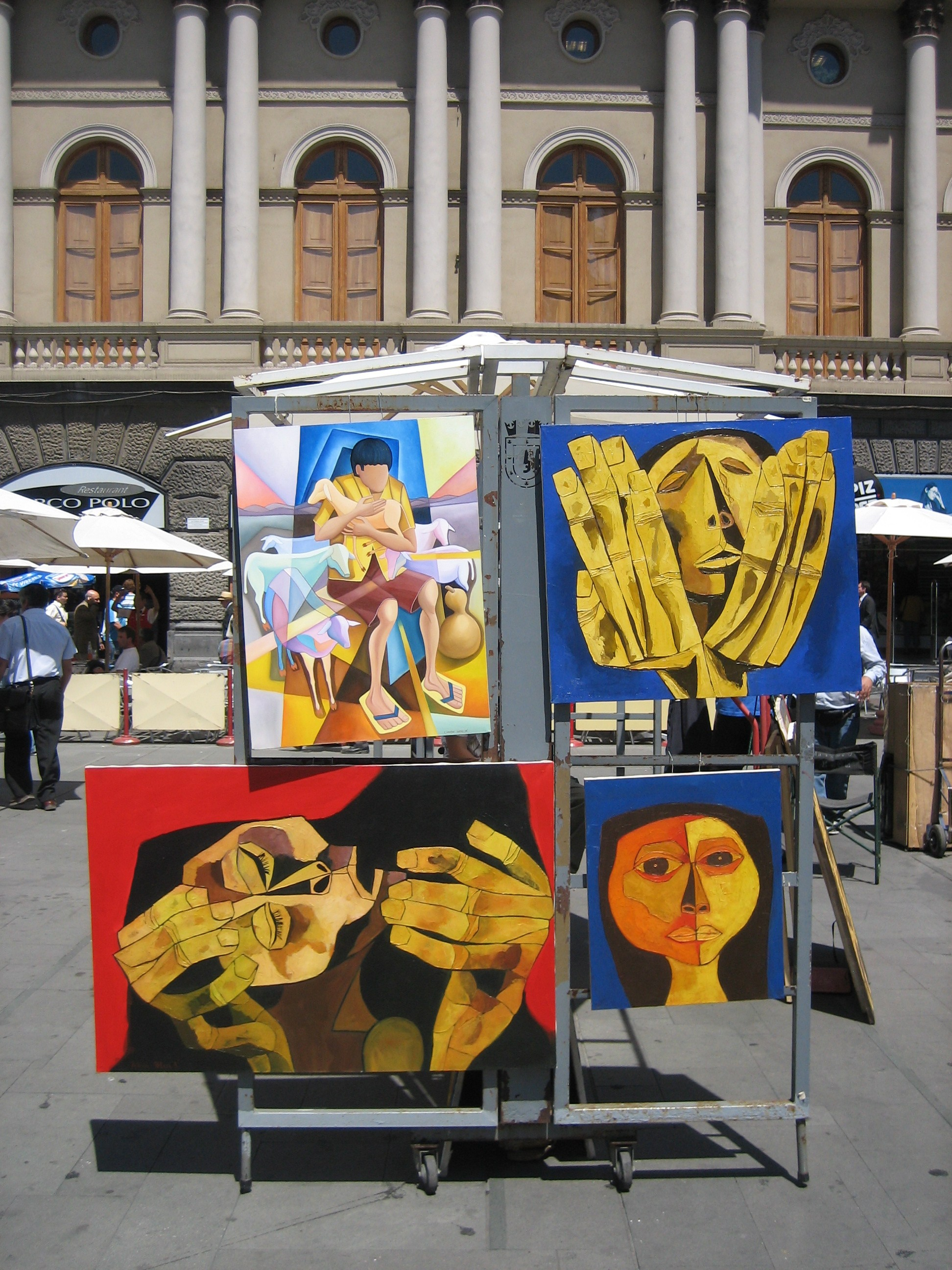
Peintures sur la Plaza de Armas
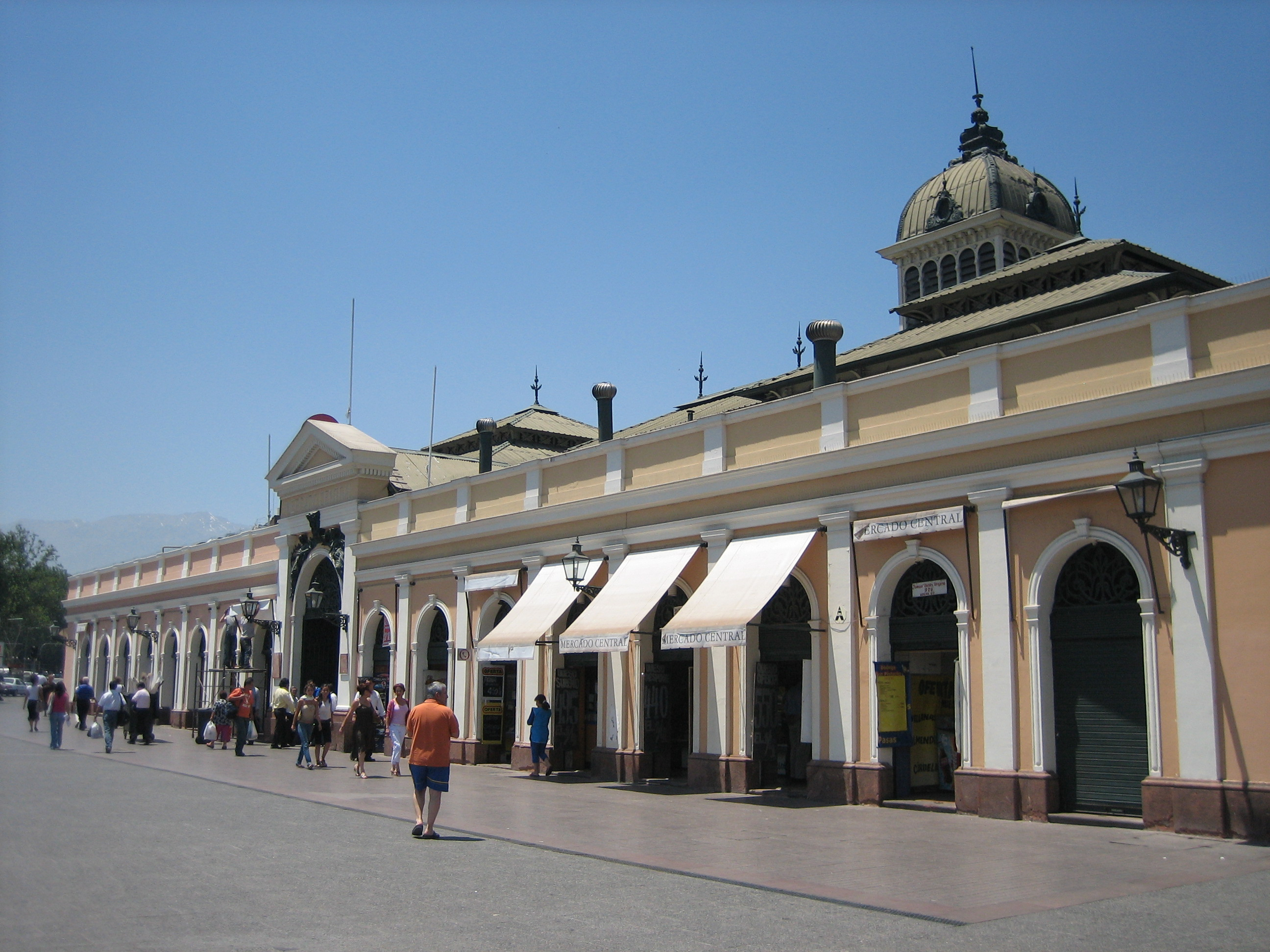
Le Mercado Central
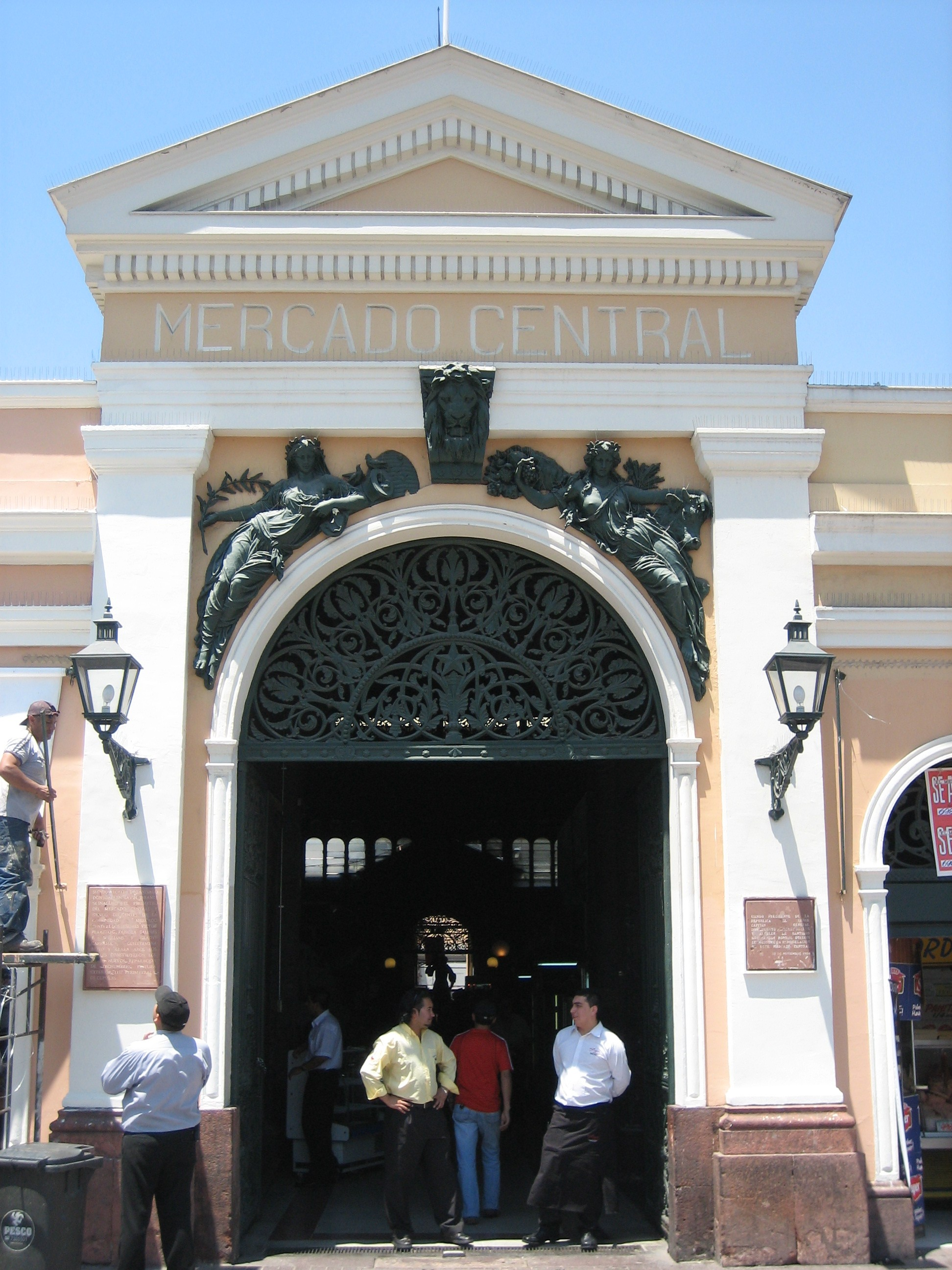
Entrée du Mercado Central
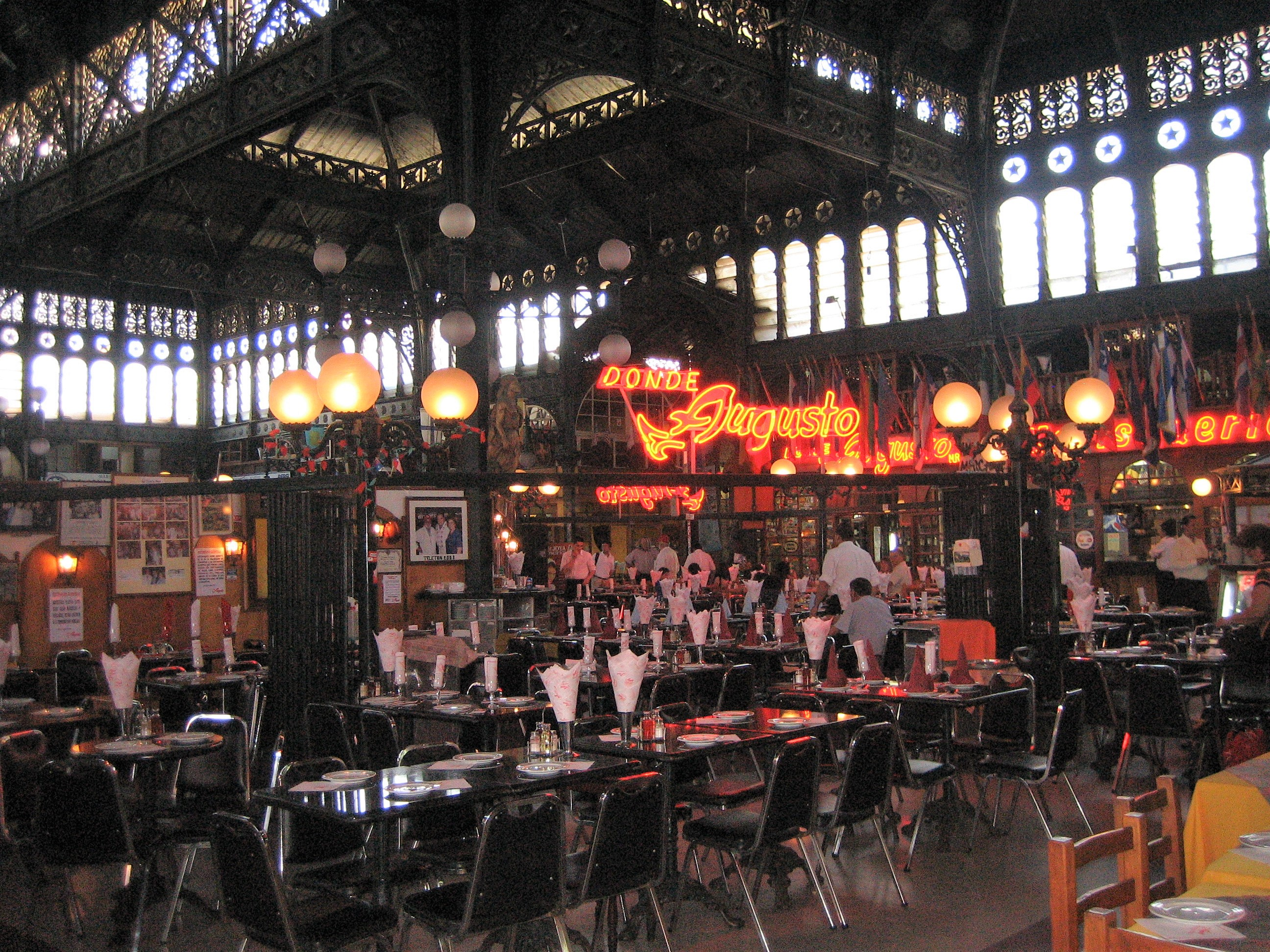
Le restaurant Donde Augusto au Mercado Central
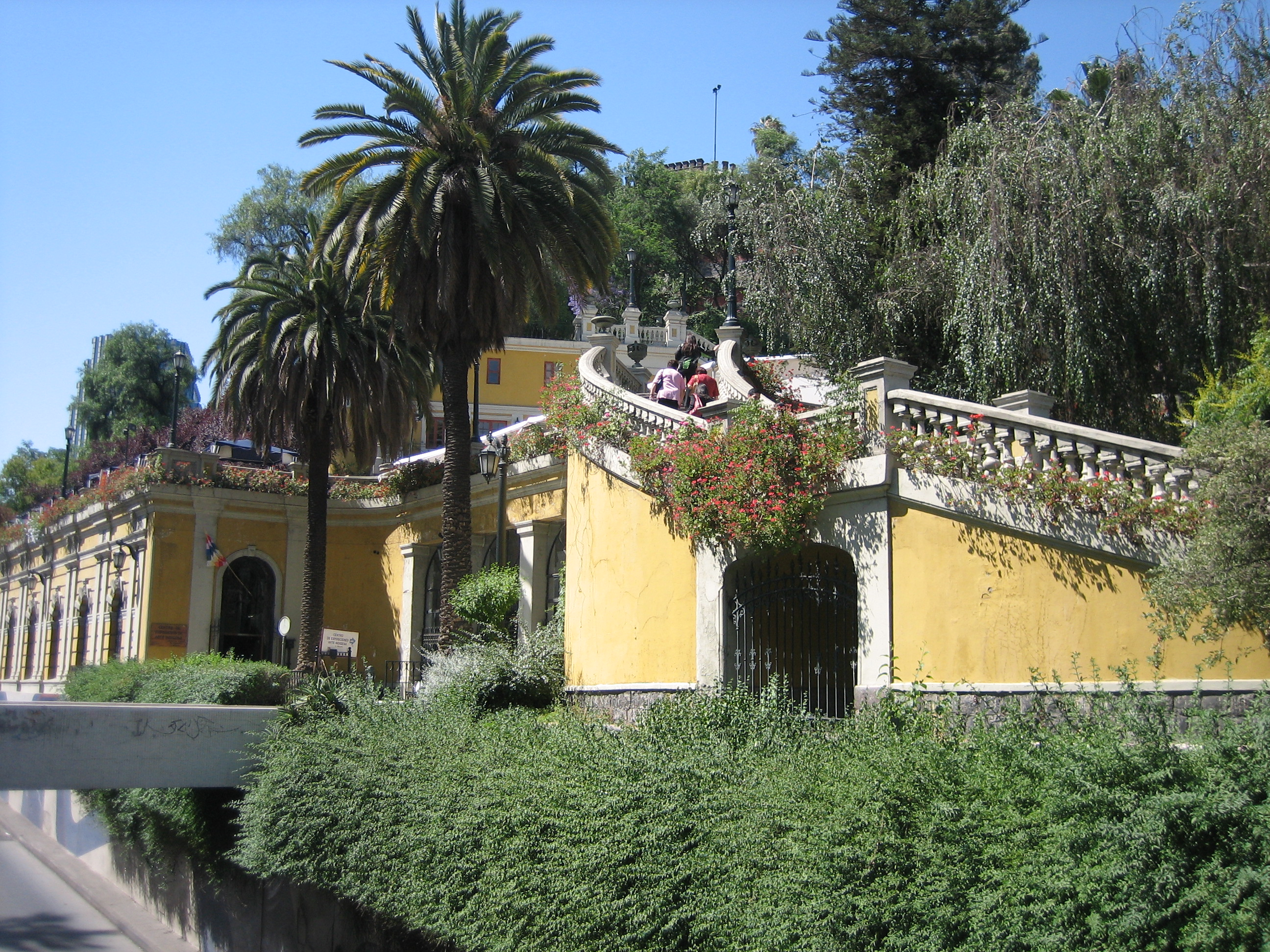
L'escalier du Cerro de Santa Lucia
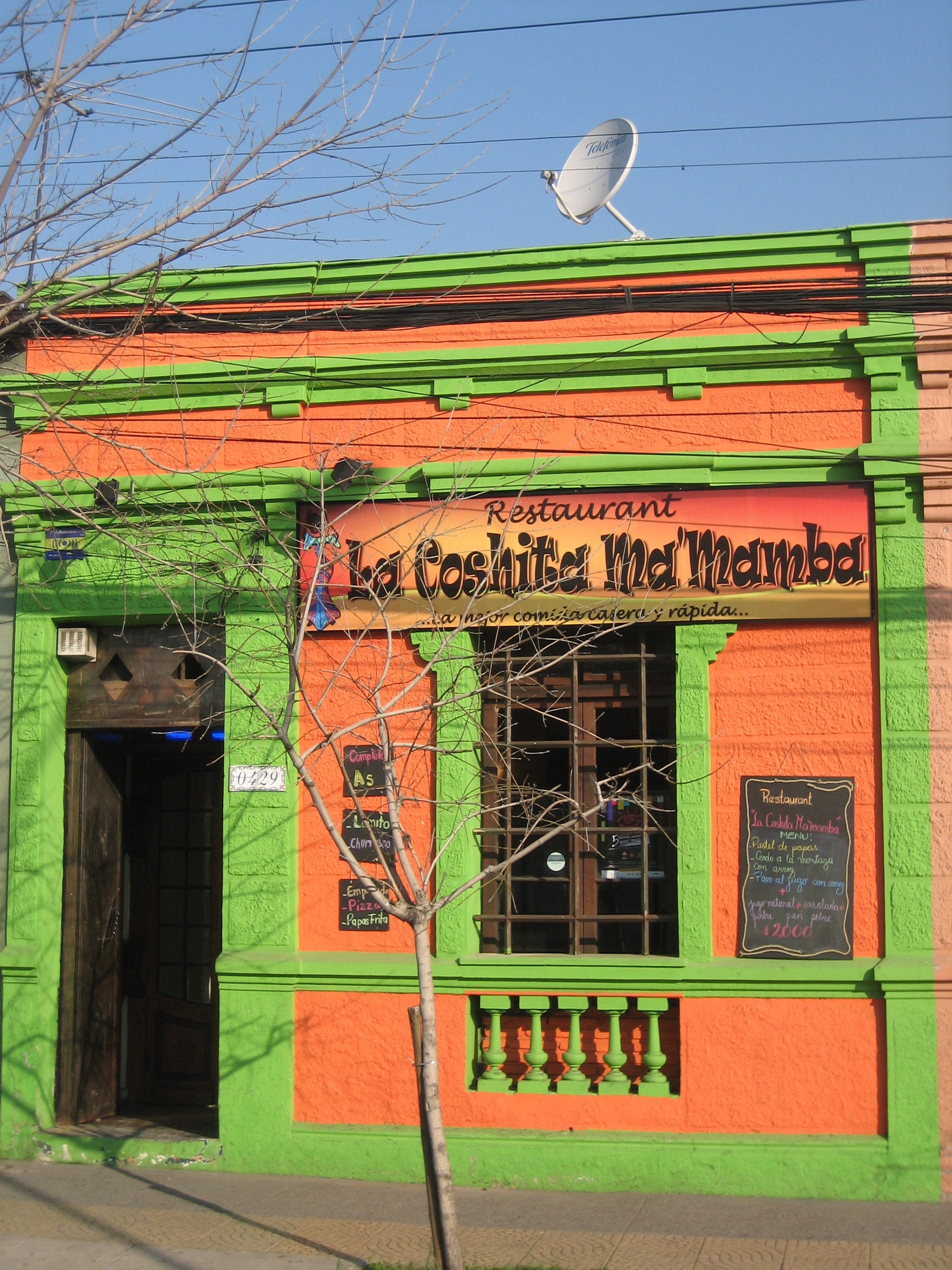
Le restaurant typique La coshita ma' mamba
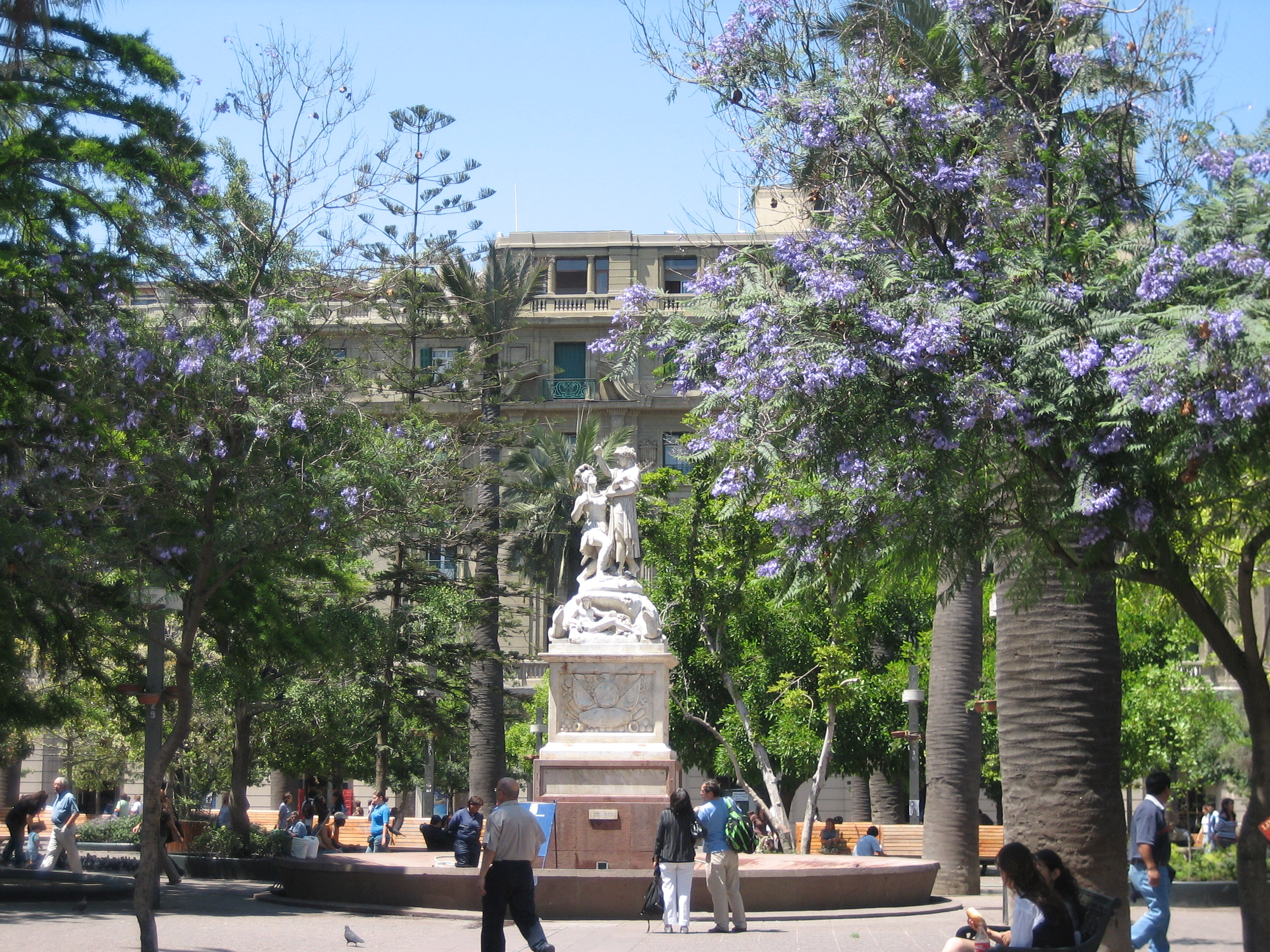
Monument sur la Plaza de Armas
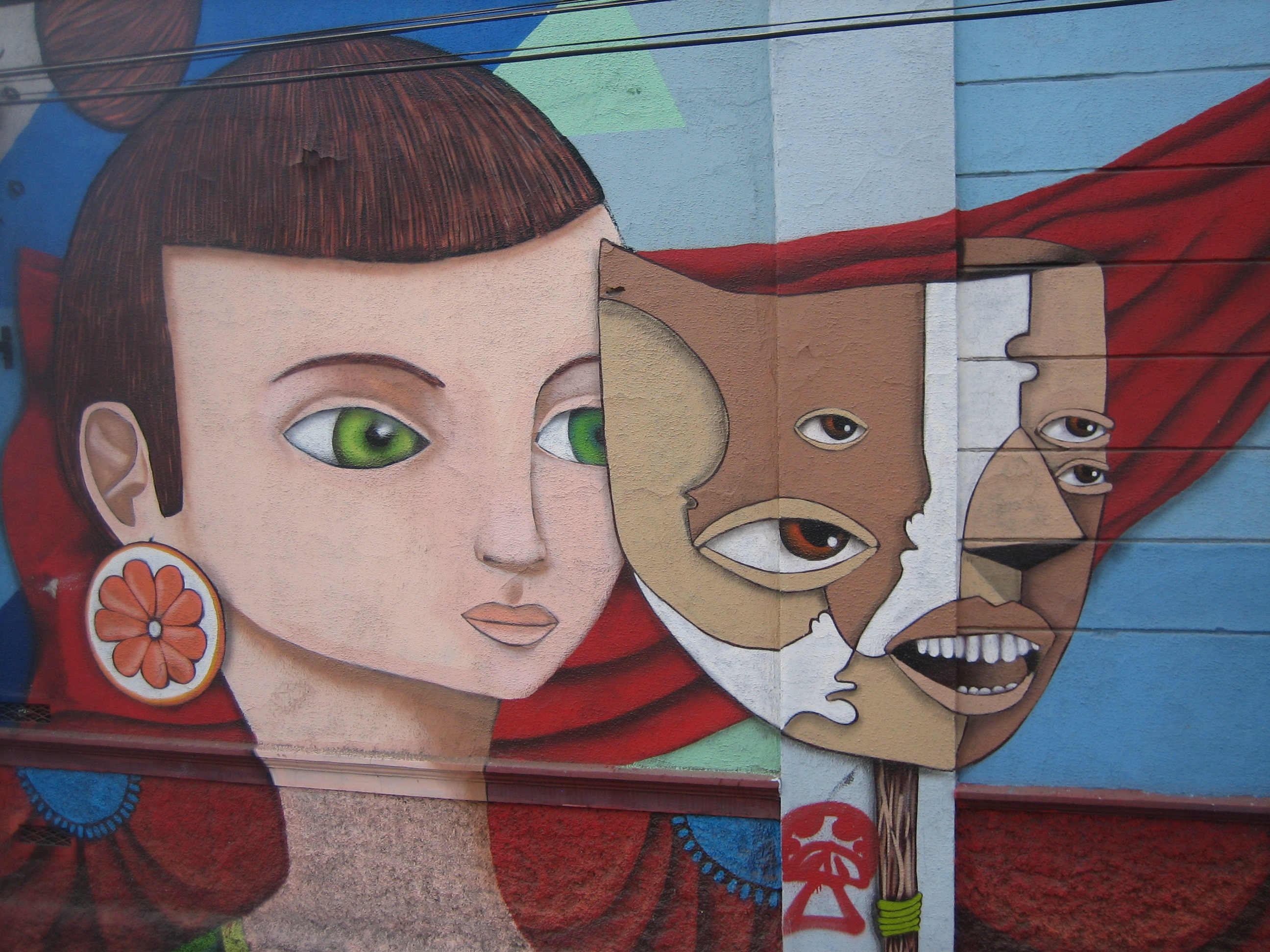
Une fresque murale dans le quartier de Bellavista

## Voir aussi

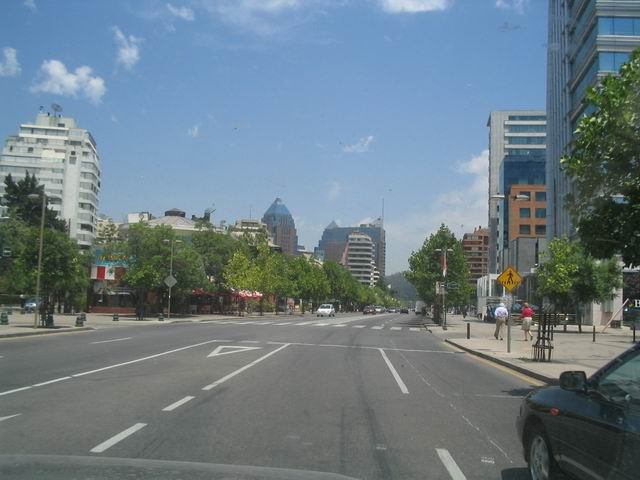
Isidora Goyenechea